# Geschichte der Juden in Japan

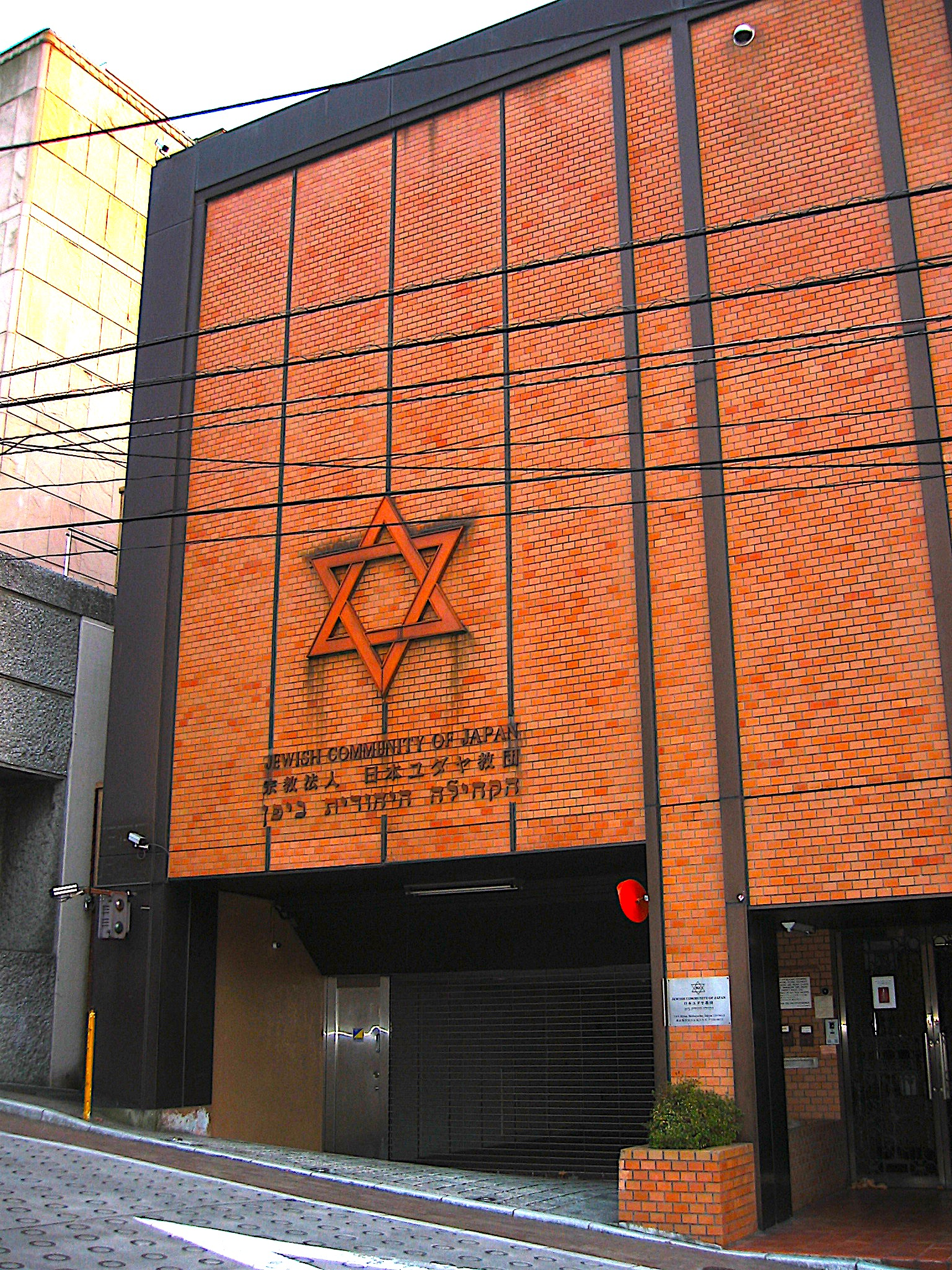
Jüdisches Gemeindezentrum und Beth-David-Synagoge (hebr.: Haus Davids) in Tokio

Die Geschichte der Juden in Japan beginnt im Jahre 1861, als die ersten jüdischen Familien in Yokohama sesshaft wurden. Während des Zweiten Weltkriegs schuf Japan Zufluchtsstätten für tausende Juden – auch in von Japan besetzten Gebieten. Durch die Hilfe des Konsuls des japanischen Kaiserreiches, Chiune Sugihara, durch den chinesischen Konsul in Wien, Ho Feng Shan, und durch den Sekretär der Gesandtschaft der Mandschurei in Berlin, Wang Tifu, die Transitvisa nach Japan ausstellten, konnten sie der systematischen Vernichtung durch die Nationalsozialisten im japanisch besetzten Shanghaier Ghetto entgehen. Juden bilden heute mit etwa 2000 Personen eine kleine ethnische und religiöse Minderheit in Japan (Stand 2016).

## Erste Einwanderer

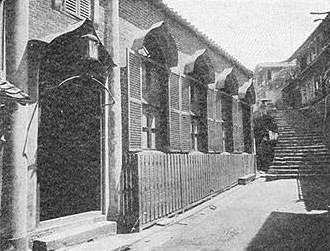
Die erste, 1896 erbaute Synagoge in Nagasaki: Beth Israel (hebr.: Haus Israels)

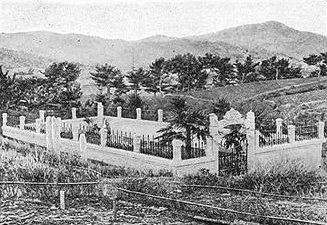
Jüdischer Friedhofsteil im Internationalen Friedhof Sakamoto in Nagasaki, 1888

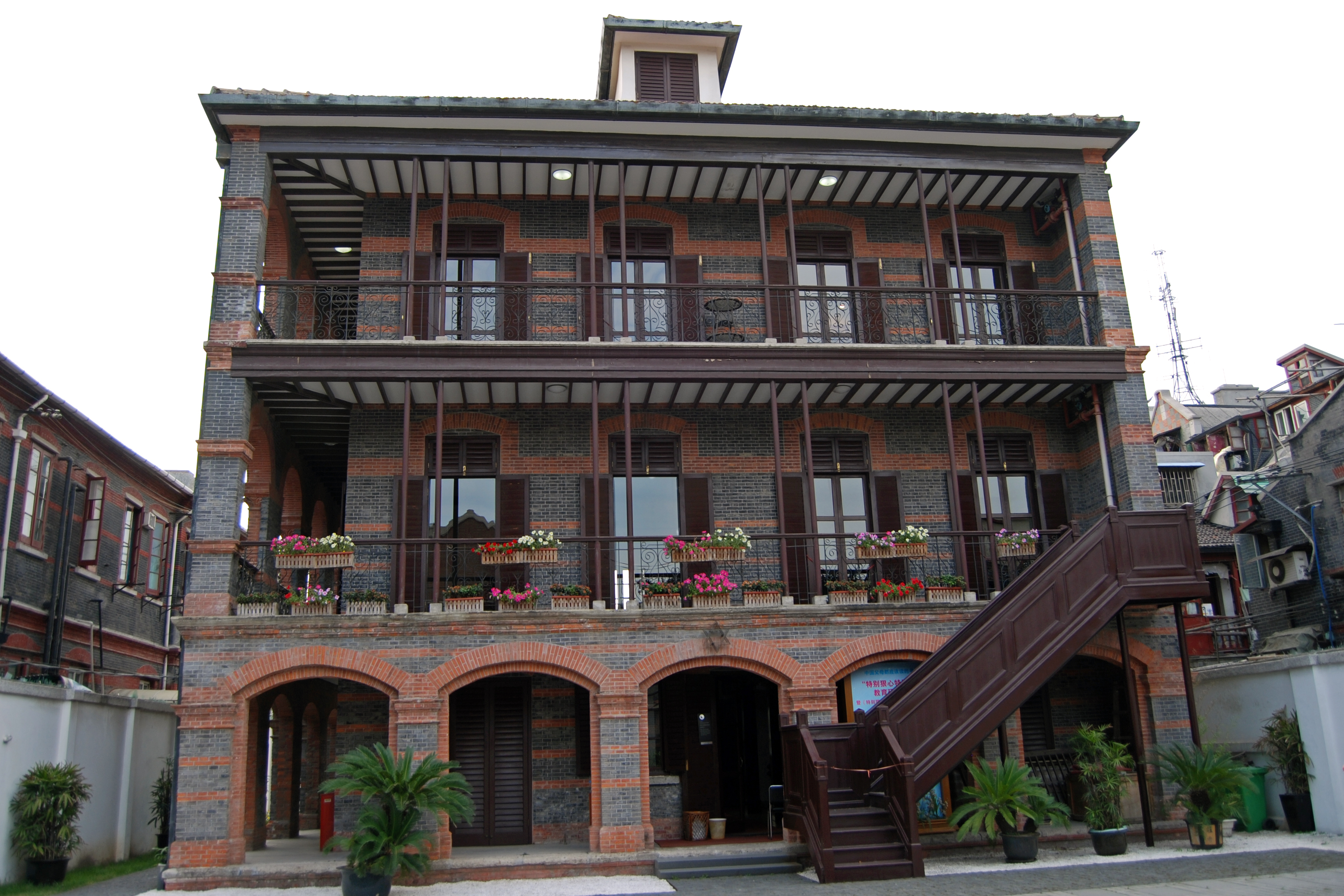
Aschkenasische Ohel-Moshe-Synagoge in Shanghai

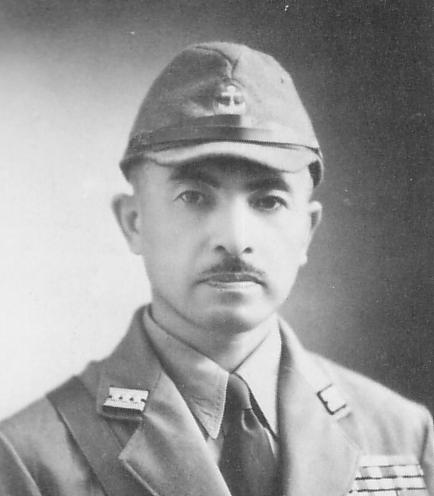
Inuzuka Koreshige

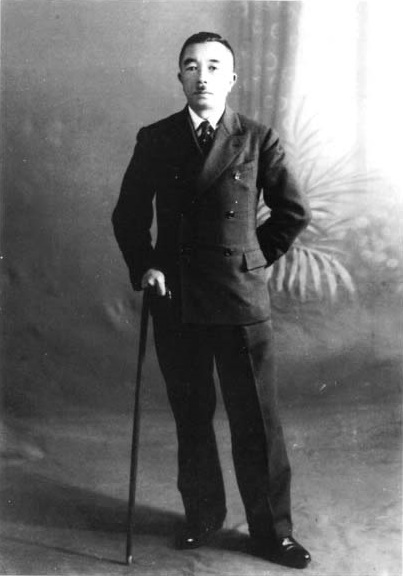
Yasue Norihiro

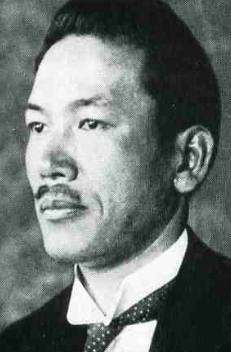
Higuchi Kiichirō

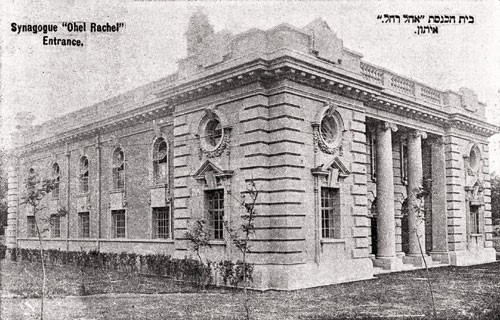
Sephardische Ohel-Rachel-Synagoge (hebr.: Zelt Rachels) in Shanghai, 1921

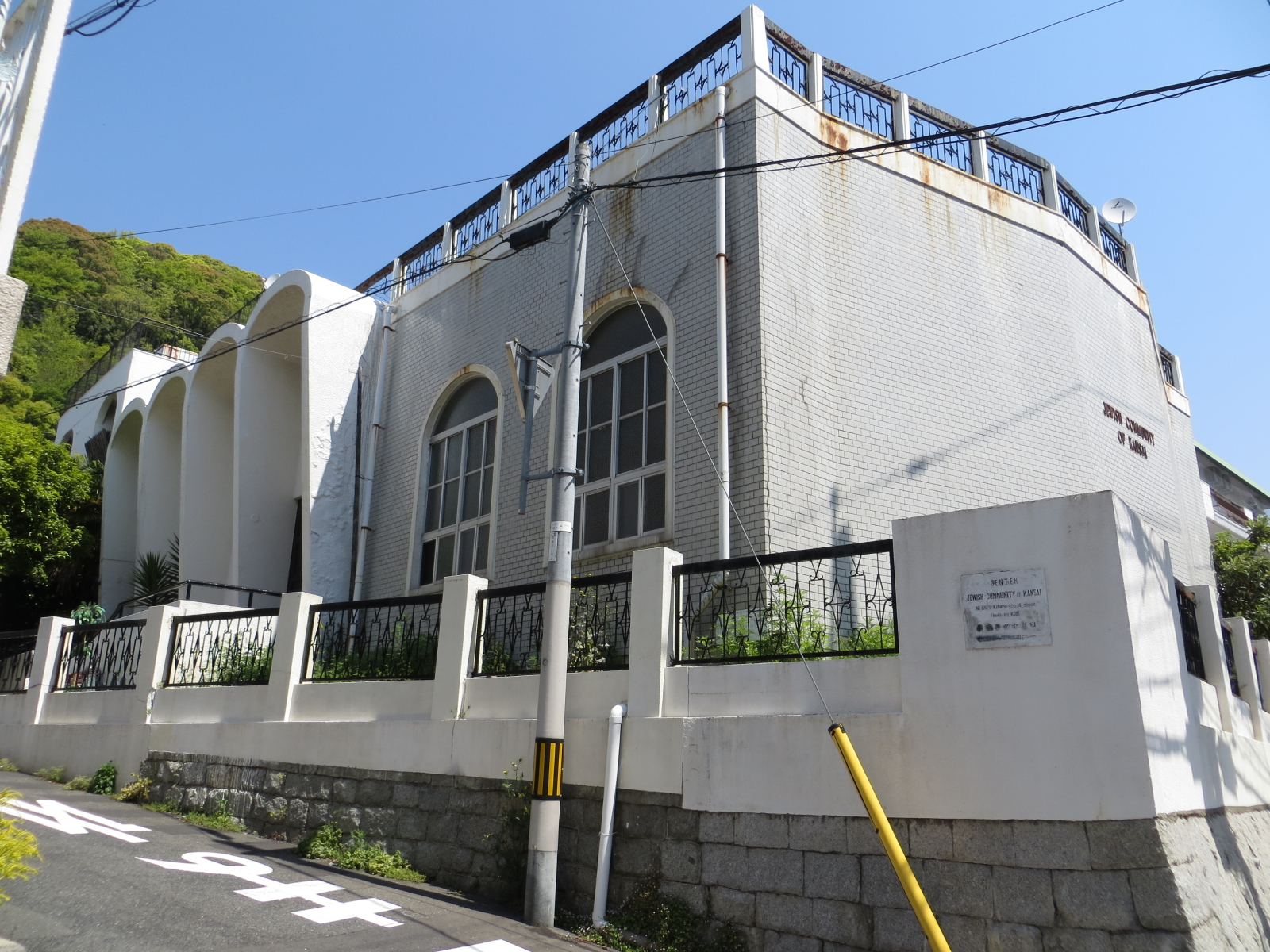
Synagoge in Kōbe, 2013

Am 31. März 1854 hatte die US Navy den Vertrag von Kanagawa dazu genutzt, die Öffnung der japanischen Häfen Shimoda und Hakodate für den Handel mit den USA zu erzwingen, und damit die 200 Jahre währende Abschließung Japans (sakoku) beendet.
Die ersten Juden in Japan waren Alexander Marks und sein Bruder, die sich in Yokohama im Jahre 1861 niederließen, gefolgt vom amerikanischen Geschäftsmann Raphael Schover, der neben seiner Handelstätigkeit Herausgeber des Japan Express, der ersten fremdsprachigen Zeitung in Japan, wurde. Die ersten Juden kamen hauptsächlich aus Polen, den Vereinigten Staaten und England. Im Jahre 1895 eröffnete die kleine Gemeinde Yokohamas, die bis dahin aus etwa 50 Familien bestand, die erste Synagoge in Japan. Nach dem Ersten Weltkrieg (1914–1918) gab es nur wenige tausend Juden in Japan, über die der Großteil der japanischen Bevölkerung nichts wusste. Viele nahmen das Judentum als christliche Sekte wahr. Ein Teil dieser Gemeinde zog nach dem Großen Kantō-Erdbeben 1923 nach Kōbe. Trotzdem ist auch heute noch Yokohama eine wichtige Drehscheibe des japanischen jüdischen Lebens.
Eine weitere jüdische Ansiedlung entstand in den 1880er Jahren in Nagasaki. Diese Gemeinde bestand aus mehr als 100 Familien, hauptsächlich russischer Herkunft, die vor den dortigen Pogromen geflüchtet waren. Sie kamen nach Nagasaki, weil der Ort seit langem von der russischen Fernostflotte als Erholungsbasis genutzt wurde. In Nagasaki wurde die Beth-Israel-Synagoge in den Jahren 1894–1896 von Sigmund D. Lessner erbaut, der ebenso wie der jüdische Kaufmann M. Ginsberg und der Unternehmer Haskel Goldenberg im internationalen Friedhof Sakamoto begraben ist. Der Eingang zum jüdischen Teil des Friedhofs besteht aus einem Steinbogen, in den Bet-Olam (hebr.: ewige Wohnstätte) eingemeißelt ist. Die Gemeinde bestand bis 1924, als sie während und nach dem Russisch-Japanischen Krieg (1904–1905) sukzessive aufgelöst wurde. Das Gebäude der Synagoge wurde verkauft, nachdem die letzten Juden Nagasaki verlassen hatten. Die Tora-Rolle der Gemeinde wurde der jüdischen Gemeinde in Kōbe übergeben. Außer dem Friedhof sind in Nagasaki – auch durch die Zerstörungen nach dem Atombombenabwurf am 9. August 1945 – keine Spuren jüdischen Lebens mehr auffindbar.
Ferner immigrierten Juden aus dem Nahen Osten (vor allem aus dem Irak und Syrien) und aus mittel- und osteuropäischen Ländern, darunter Deutschland, nach Kōbe. Es wurde sowohl eine aschkenasische als auch eine sephardische Synagoge errichtet. Gleichzeitig wuchs die jüdische Gemeinde Tokios langsam durch die Ankunft von Juden aus den Vereinigten Staaten, Westeuropa und Russland und entwickelte sich zu Japans größter jüdischer Gemeinde.

## Immigrationsbestrebungen im kaiserlichen Japan
Einige japanische Führungspersönlichkeiten wie die Offiziere Koreshige Inuzuka (犬塚 惟重; 1890–1965), Yasue Norihiro (安江 仙弘) und der Industrielle Aikawa Yoshisuke (鮎川 義介; 1880–1967, Gründer des Automobilherstellers Nissan), glaubten, dass Japan die Gunst der Vereinigten Staaten durch den Einfluss des amerikanischen Judentums erlangen und die wirtschaftliche und politische Macht Japans durch kontrollierte Einwanderung von Juden gesteigert werden könnte. Koreshige Inuzuka war von März 1939 bis April 1942 der Chef des Beratungsbüros der japanischen Marine für jüdische Angelegenheiten. Anders als sein Pendant bei der Armee, Oberst Yasue, hielt er an einer antisemitischen Ideologie fest und glaubte stark an die (antisemitischen) Protokolle der Weisen von Zion. Andererseits schien ihm die Ansiedlung von Juden im japanisch kontrollierten Asien in Japans Interesse zu sein.

### Antisemitismus in Mandschukuo
Mandschukuo war ein von Japan errichtetes koloniales „Kaiserreich“ unter Aisin Gioro Puyi (chinesisch 爱新觉罗•溥仪, 1906–1967) im Nordosten Chinas, das von 1932 bis 1945 bestand. Generalmajor Higuchi Kiichirō (jap. 樋口 季一郎, 1888–1970) hat während seiner Stationierung in Harbin (chinesisch 哈尔滨市) etwa 5000 an der mandschurisch-sowjetischen Grenze wartenden Juden die Einreise in den Marionettenstaat Mandschukuo gewährt.
In der Folge ereigneten sich in Harbin zunehmend brutale Streitigkeiten zwischen Juden und den antisemitischen „weißen“ russischen Gruppierungen. Sie machten die Juden für die Revolution (1917) und für den Zarenmord (1918) verantwortlich. Wohlhabende Geschäftsleute wurden immer öfter Opfer von Raubzügen, Mord oder Geiselnahmen. Die Judenfeindlichkeit fand heftigen Niederschlag in der örtlichen Presse, wobei das militante Hetzorgan Nash Put (russ.: Unser Weg) sie besonders scharf attackierte. Antisemitische Tendenzen begannen unter den japanischen Soldaten aufzukommen, die an der Sibirischen Intervention (1918–1922) teilgenommen und von der extrem antisemitischen Weißen Armee antijüdisches Gedankengut aufgenommen hatten.

### Fugu-Plan
Während der 1930er Jahre wurde das später als Fugu-Plan (河豚計画, Fugu keikaku) bezeichnete Vorhaben des Japanischen Kaiserreichs zur Aufnahme jüdischer Flüchtlinge aus dem deutschen Reichsgebiet entwickelt.
Die Bezeichnung Fugu leitet sich metaphorisch von einer kulinarischen Spezialität ab, dem Muskelfleisch des Kugelfisches Fugu, der hochgiftige Bestandteile enthält, die vor dem Kochen entfernt werden müssen, weil der Genuss sonst tödlich enden kann. Die Bezeichnung Fugu-Plan wird in dem 1979 erschienenen Roman von Marvin Tokayer The Fugu Plan – The untold story of the Japanese and the Jews during World War II („Der Fugu-Plan – die ungeschriebene Geschichte der Japaner und Juden im Zweiten Weltkrieg“) erstmals verwendet. Sie wird im Roman dem japanischen Marinekapitän Koreshige Inuzuka (犬 塚 惟 重, 1890–1965, von März 1939 bis April 1942 Leiter des Shanghaier „Bureau for Jewish Affairs“, deutsch „Büro für jüdische Angelegenheiten“) als historischer Ausspruch in den Mund gelegt. Die Metapher „blowfish“ (Kugelfisch) steht in Inuzukas Rede für die Juden, die in den Augen eines japanischen Imperialisten sehr nützlich, aber auch gefährlich sind.
Die Vorgänge zum Fugu-Plan sind in streng vertraulichen Kriegsdokumenten des japanischen Außenministeriums archiviert, die nach dem Krieg von den Alliierten beschlagnahmt und in die Washingtoner Library of Congress verlegt wurden. In diesen sogenannten Kogan Papers ist jedoch nur von „settlement plans“ („Siedlungsplänen“) und der Gründung eines „jüdischen autonomen Staats“ die Rede. Das Potential der jüdischen Intellektuellen für den ökonomischen, technologischen und wissenschaftlichen Aufschwung des japanischen Imperiums sollte genutzt sowie Kontakte zu wohlhabenden jüdischen Geschäftsleuten in der westlichen Welt geschaffen werden. Die Initiatoren dieses Plans hatten während ihrer Teilnahme am Russischen Bürgerkrieg von den Protokollen der Weisen von Zion gehört und waren von der angeblichen Macht der jüdischen Kreise fasziniert. Anfang der dreißiger Jahre wurde der Fugu-Plan zum ersten Mal ernsthaft von der japanischen Regierung in Erwägung gezogen, als man die Invasion der Mandschurei durchführte. Yasue Norihiro hatte zwar die Protokolle Anfang der 1920er Jahre übersetzt, jedoch nur, um den Antisemitismus der „Weißen“ Russen zu verstehen. Obwohl zunächst als antisemitisch eingestuft, setzte er sich in der Folge jedoch vehement für die Juden und deren Schutz ein. Yasue starb 1950 in einem russischen Gulag. Die jüdische Bevölkerung begann aus Harbin nach Tianjin (chinesisch 天津市), Qingdao (chinesisch 青島市 / 青岛市), Kōbe oder Shanghai abzuwandern, wodurch sich innerhalb von zehn Jahren (1929 bis 1939) ihre Zahl um über die Hälfte auf 5000 verringerte. Ab Mitte der 1920er Jahre war die jüdische Gemeinde Kōbe die größte jüdische Gemeinde in Japan. Sie bestand aus emigrierten Juden aus Russland, vor allem aus der mandschurischen Stadt Harbin.

### Ende der Anwerbung
Die Umsetzung des Fugu-Plans fand mangels Erfolgsaussichten nicht statt, als Repressionen der Kaiserlich Japanischen Armee gegen die jüdischen Einwohner Harbins in Mandschukuo bekannt wurden. Zudem wurde er nach der Unterzeichnung des Dreimächtepakts 1940 unrealistisch, da man Deutschland nicht provozieren und die Allianz nicht aufs Spiel setzen wollte.
Am 6. Dezember 1938 beschloss der sogenannte Fünf-Minister-Rat, der sich aus dem Ministerpräsidenten Konoe Fumimaro (近衞 文麿), dem Heeresminister Itagaki Seishirō (板垣 征四郎), dem Marineminister Yonai Mitsumasa (米内 光政), dem Außenminister Arita Hachirō (有田 八郎) und dem Finanzminister Ikeda Shigeaki (池田成彬) zusammensetzte, ein Verbot, Juden aus Japan auszuweisen, aber auch anzuwerben, „außer Unternehmer und technische Fachkräfte“.
Dennoch stellte der Sekretär der Gesandtschaft der Mandschurei in Berlin, Wang Tifu (chinesisch 王替夫; 1911–2001), von 1939 bis Mai 1940 Visa an 12.000 Flüchtlinge aus, darunter auch zahlreiche Juden. Wang veröffentlichte 1988 hierzu Memoiren und wurde neben Ho Feng Shan in der chinesischen Literatur als „Oskar Schindler Chinas“ bezeichnet.

## Juden im chinesischen Shanghai

Siegel des International Settlement in Shanghai

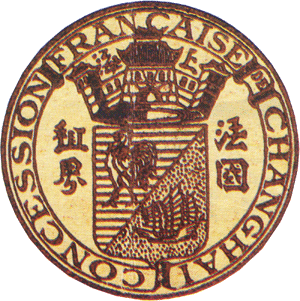
Siegel der französischen Konzession in Shanghai

Bereits seit dem späten 19. Jahrhundert gab es im chinesischen Shanghai jüdische Gemeinden. Es entstand eine sephardische Gemeinde, die aus den orientalischen Juden, insbesondere den Baghdadi, bestand. Die aschkenasischen Juden erhielten in den 1920er und 1930er Jahren besonderen Zulauf von russischen Juden. Als „Shanghailänder“ bezeichneten sich die meist aus westlichen Ländern stammenden ausländischen Bewohner Shanghais, die etwa von der Mitte des 19. Jahrhunderts bis etwa 1950 in exterritorialen Zonen lebten. Der chinesische Anteil der Bevölkerung wurde demgegenüber „Shanghainesen“ genannt. Es gab zwei Zonen in Shanghai, das sogenannte „International Settlement“ (engl.: Internationale Siedlung) und die „French Concession“ (engl.: französische Konzession). Der Vertrag von Nanking (南京條約 / 南京条约, Pinyin Nánjīng Tiáoyuē), der den Ersten Opiumkrieg (1839–1842) zwischen Großbritannien und Qing-China beendete, bildete die Grundlage für die spätere Aufnahme der jüdischen Flüchtlinge auf Grund einer Exterritorialitätsklausel für Europäer. Deshalb wurde in Shanghai auch später noch jedermann im International Settlement oder in der französischen Konzession an Land gelassen. Im Settlement lebten im Jahre 1930 971.397 registrierte Chinesen und 36.471 Ausländer, in der Konzession 434.885 Chinesen und 36.471 Ausländer. Mit 3,5 Millionen Einwohnern war Shanghai die fünftgrößte Stadt der Erde.

### Flucht der Juden vor den Nazis

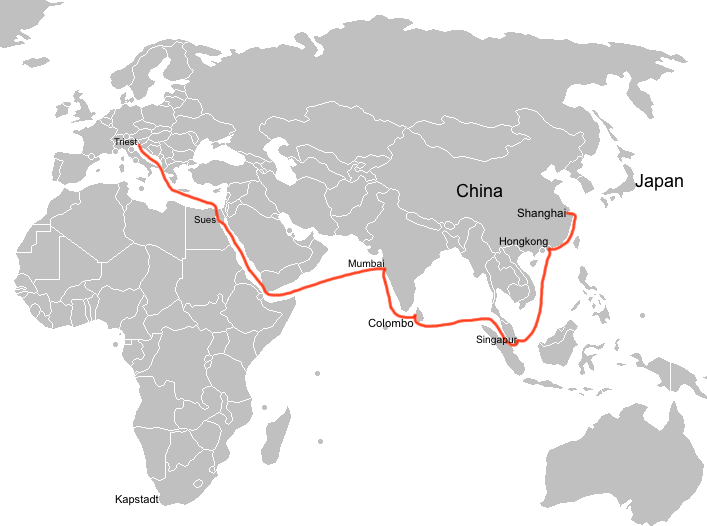
Fluchtroute mit den Schiffen Conte Rosso und Conte Verde von Triest nach Shanghai, 1938

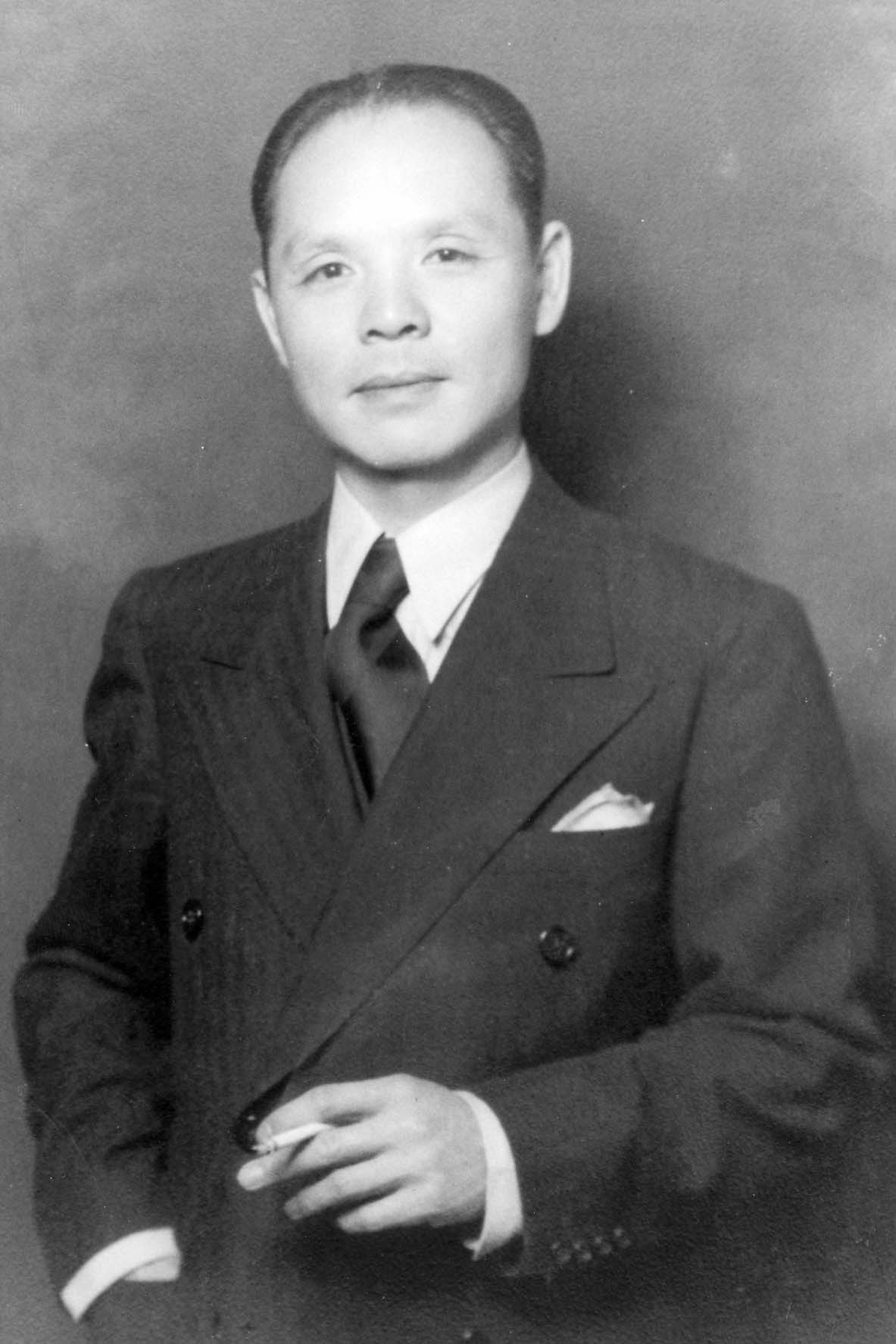
Ho Feng Shan

Nach dem ergebnislosen Verlauf der Konferenz von Évian im Juli 1938, in der Vertreter von 32 Nationen sich auf Initiative des amerikanischen Präsidenten Franklin D. Roosevelt trafen, um die Möglichkeiten der Auswanderung von Juden aus Deutschland und Österreich zu verbessern, flohen ab 1938 Juden aus Polen, dem Deutschen Reich und anderen von den Nationalsozialisten besetzten europäischen Ländern über verschiedene Routen nach Shanghai, da die Stadt neben den Komoren der einzige Zufluchtsort war, der jüdische Flüchtlinge aufnahm.
Die meisten Flüchtlinge kamen – sofern sie es sich leisten konnten – von zahlreichen Ausgangshäfen Europas mit italienischen Schifffahrtslinien nach Triest, Genua oder Venedig. Von Triest und Genua gingen die Express-Schiffe der italienischen Lloyd-Trestino-Line ab, die von den jüdischen Flüchtlingen bevorzugt wurden: die Conte Rosso und Conte Verde von Triest und die Conte Biancamano von Genua. Die Überfahrt dauerte zwischen 3 und 4 Wochen, ging durch den Suezkanal, Bombay, Colombo, Singapur und Hongkong nach Shanghai. Darüber hinaus existierte die Möglichkeit, von Hamburg oder Bremen auf den modernen Expressdampfern Potsdam, Scharnhorst oder Gneisenau nach Shanghai zu reisen oder aber ab Juni 1939 auf der erheblich langsameren Route ums Kap der Guten Hoffnung, auch mit der TS Usaramo.:398
Als Italien am 10. Juni 1940 in den Krieg auf der Seite der Nationalsozialisten eintrat, wurde der Seeweg für eine Flucht nach Shanghai unmöglich. Als nach dem Kriegseintritt Italiens nur noch die ungleich schwierigere und gefährlichere Landroute via Sibirien benutzt werden konnte, verringerte sich die Zahl der neu in Shanghai eintreffenden Flüchtlinge abrupt.:13
Der chinesische Konsul in Wien, Ho Feng Shan (chinesisch 何鳳山 / 何凤山, Pinyin Hé Fèngshān, 1901–1997), stellte gegen den Willen seines Vorgesetzten 2139 Visa aus. Tatsächlich lag aber die Zahl der von Ho Feng Shan Geretteten um ein Vielfaches höher. Meist genügte ein Visum für eine ganze Familie. Der chinesische Botschafter in Berlin, Chen Jie (陳介, Pinyin: Chén Jiè), hatte ihn aufgefordert seine Tätigkeit sofort einzustellen, „um die guten Beziehungen zwischen China und Nazi-Deutschland nicht zu belasten“. Anfang 1939 schlossen die Nazis das chinesische Konsulat in Wien und beschlagnahmten die Räume. Nachdem er von der chinesischen Regierung die Erlaubnis zur Wiedereröffnung bekommen hatte, mietete er auf eigene Kosten ein Lokal an, wo er weiterhin täglich bis zu 300 Visa ausstellte. Zu Kriegsende im Mai 1945 gab es allein aus Österreich 5820 jüdische Flüchtlinge in China. Ho Feng Shan wurde später als der „Schindler Chinas“ bezeichnet. Unterstützt wurde die Ausreise unter anderem von der von Wien aus operierenden niederländischen Organisation Gildemeester.

### Zahl der jüdischen Flüchtlinge

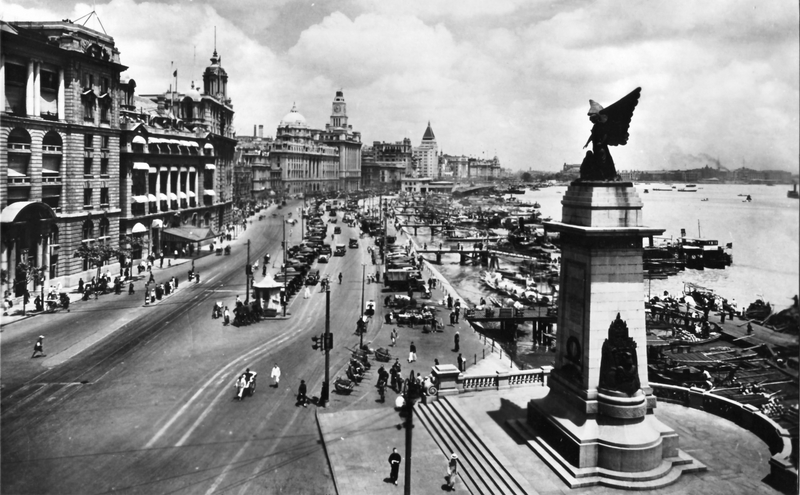
Zentrum des International Settlement in Shanghai, 1920

Die Shanghai-Forschung ist sich nicht einig, was die Zahl der Flüchtlinge betrifft. Strauss, der sich auf das American Jewish Year Book bezieht, gibt für Anfang Juli 1939
die Zahl von 10.000 Menschen an. Andere Autoren nennen 18.000 bis 20.000, 25.000 oder gar 30.000 Flüchtlinge. Die Historiker der 60er und 70er Jahre kamen letztlich zu dem Schluss, dass es sich um 16.000 bis 18.000 Flüchtlinge gehandelt habe. Zu den gleichen Zahlen kam Herman Dicker ebenso wie der Pionier der Shanghaier Emigrationsforschung David Kranzler in seinem Standardwerk.:400

### Aufbau des Flüchtlingsviertels in Shanghai

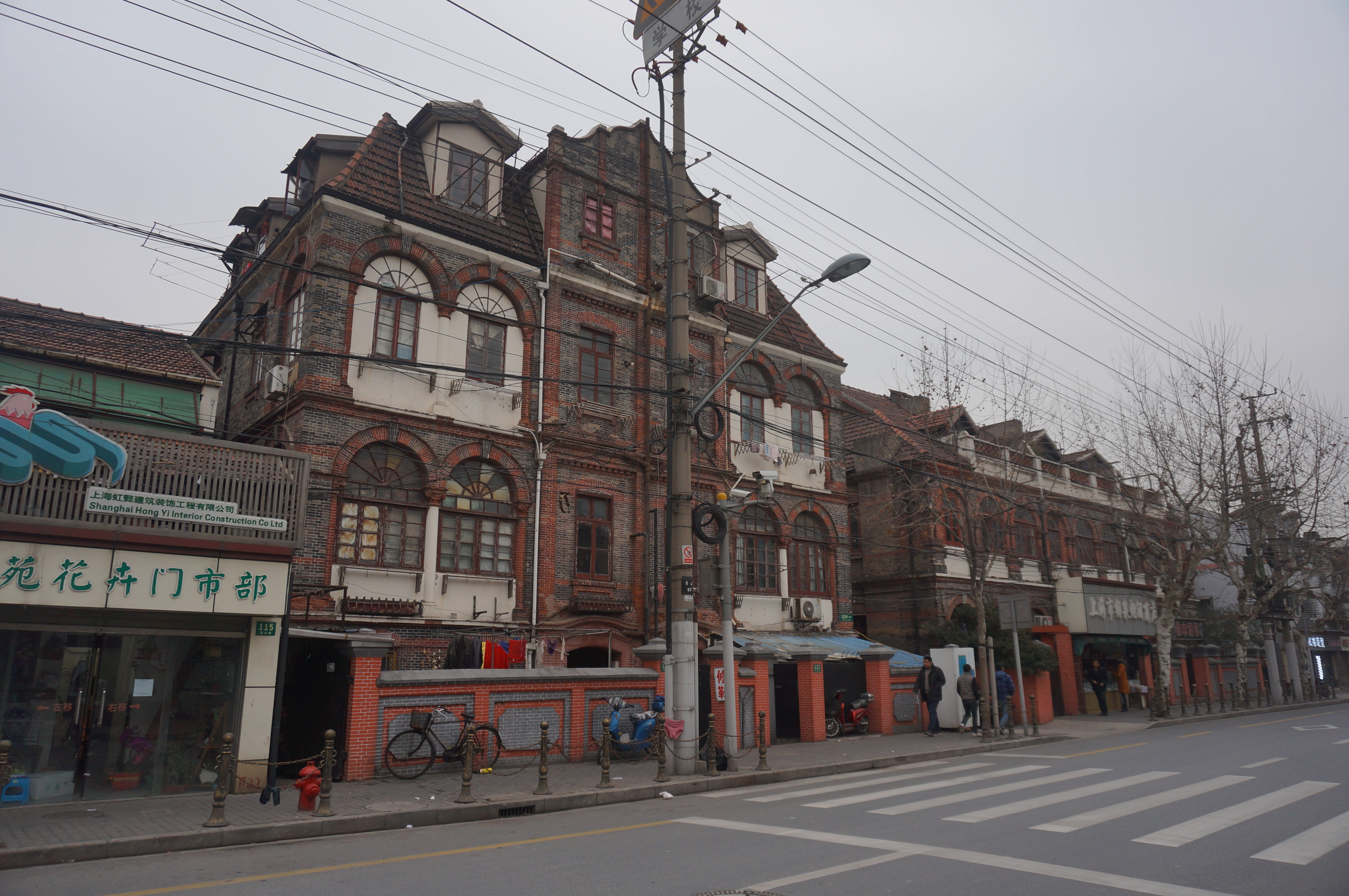
Ehemaliges Gebäude des American Jewish Joint Distribution Committee in Shanghai

Hilfsorganisationen arbeiteten schnell und international organisiert und brachten Spendengelder zusammen, die es ermöglichten, den bei den kriegerischen Auseinandersetzungen Chinas mit Japan im Jahre 1937 zerstörten Teil Hongkous in Shanghai soweit herzurichten, dass Flüchtlingsheime aufgebaut werden konnten. Im Januar 1939 wurden die ersten Unterbringungsstätten für 1000 Flüchtlinge in der Ward Road 16 (heute: Changyang Lu) bereitgestellt. Weitere kamen hinzu in der Chaoufoong Road 680 (heute: Gaoyang Lu), in Schulen an der Wayside Road 150 (heute: Haoshan Lu), Kinchow Road (heute: Jingzhou Lu), in einem Gebäude in der Alcock Road 66 (heute: Anguo Lu) und in einem Fabrikgebäude in der Pingliang Road 1090 (heute: Pingliang Lu). Zusätzliche Heime entstanden später in der Ward Road und der Kinchow Road für 1375 Personen. Andere kamen in Privatunterkünften unter. Man richtete Küchen ein, in denen täglich warme Mahlzeiten für etwa 5000 Menschen gekocht wurden. Die Jüdische Gemeinde in Shanghai bekam Unterstützung vom American Jewish Joint Distribution Committee (Joint), von privaten Spendengeldern und der Hebrew Immigrant And Sheltering Aid Society (HIAS). Das Hilfsnetzwerk war für viele ankommende Flüchtlinge die einzige Möglichkeit zu überleben. Trotz Sprachbarrieren, Armut und grassierenden Epidemien waren die Geflüchteten in der Lage, ein eigenes funktionierendes Gemeinwesen aufzubauen: Schulen wurden eingerichtet, Zeitungen verlegt und sogar Theaterspiele, Kabaretts und Sportwettkämpfe veranstaltet.
Durch die Besatzung Shanghais durch die Japaner wurden die dort ansässigen Juden Teil der Geschichte der Juden in Japan.

## Zufluchtsstätte Shanghai unter japanischer Besatzung

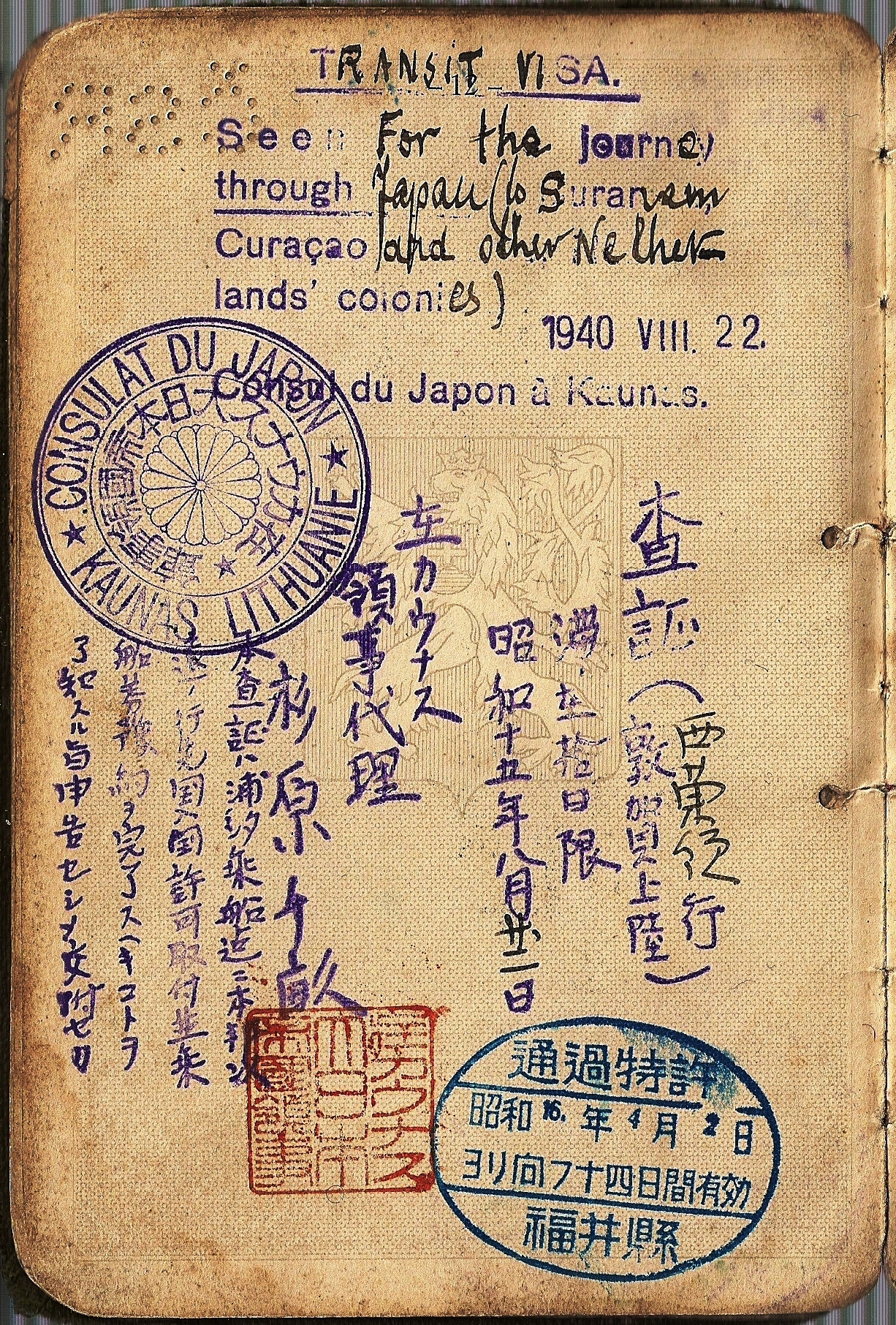
Ein „Visum zum Leben“; von Sugihara ausgestelltes Transitvisum für einen tschechischen Juden nach Japan mit dem Ziel Suriname.

Shanghai war eine geteilte Stadt unter chinesischer, japanischer, britischer, französischer und US-amerikanischer Besatzung. Ab 1941 übernahm während des Zweiten Weltkrieges Japan vollständig die Kontrolle. Während des Zweiten Weltkriegs erwiesen sich Japan und die von Japan besetzten Gebiete als eine relativ sichere Zufluchtsstätte für Juden, die dem Holocaust entfliehen wollten, obwohl Japan ein Verbündeter von Nazi-Deutschland war. Das asiatische Schicksal Tausender jüdischer Flüchtlinge lag in den Händen japanischer Soldaten und Bürger, bei Zoll- und Polizeibeamten, Behördenvertretern und Diplomaten. Konsul Shibata Mitsugi in Shanghai riskierte seine Diplomatenkarriere und vertraute den Juden Tötungspläne der Gestapo an. Sogar der Befehlshaber der Kwantung-Armee, späterer Premierminister Japans, Faschist und wegen Kriegsverbrechen zum Tode verurteilte Tōjō Hideki (東條 英機), verfügte eigene Richtlinien für eine vorausschauende, moderate Judenbehandlung in Mandschukuo. Kotsuji Setsuzō (小辻 節三) nutzte seine Ministerkontakte zur Besserung der Verhältnisse in Kōbe. Zahlreiche Diplomaten handelten im Zweifel zugunsten der Bedrängten, mancher japanische Kapitän überschritt mit zahlreichen Flüchtlingen die Ladekapazität seines Schiffes und ministerielle Referats- und Abteilungsleiter verweigerten ihre Zustimmung für Auslieferungsbegehren der Nazi-Botschaft in Tokio nach deutschen Juden in japanischen Diensten.

### Flucht aus Polen über Litauen

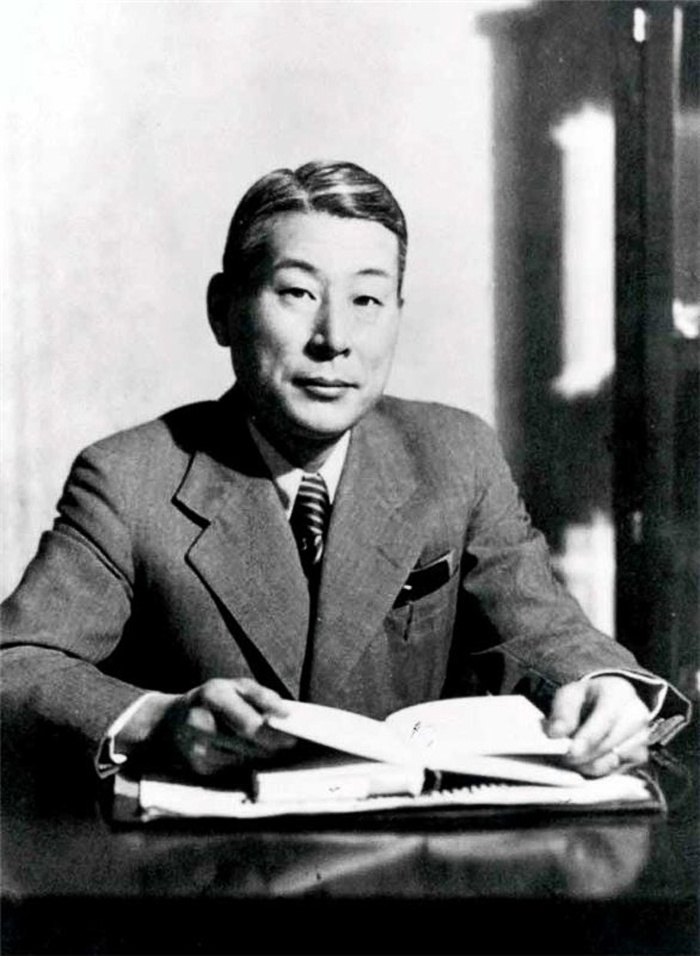
Sugihara Chiune

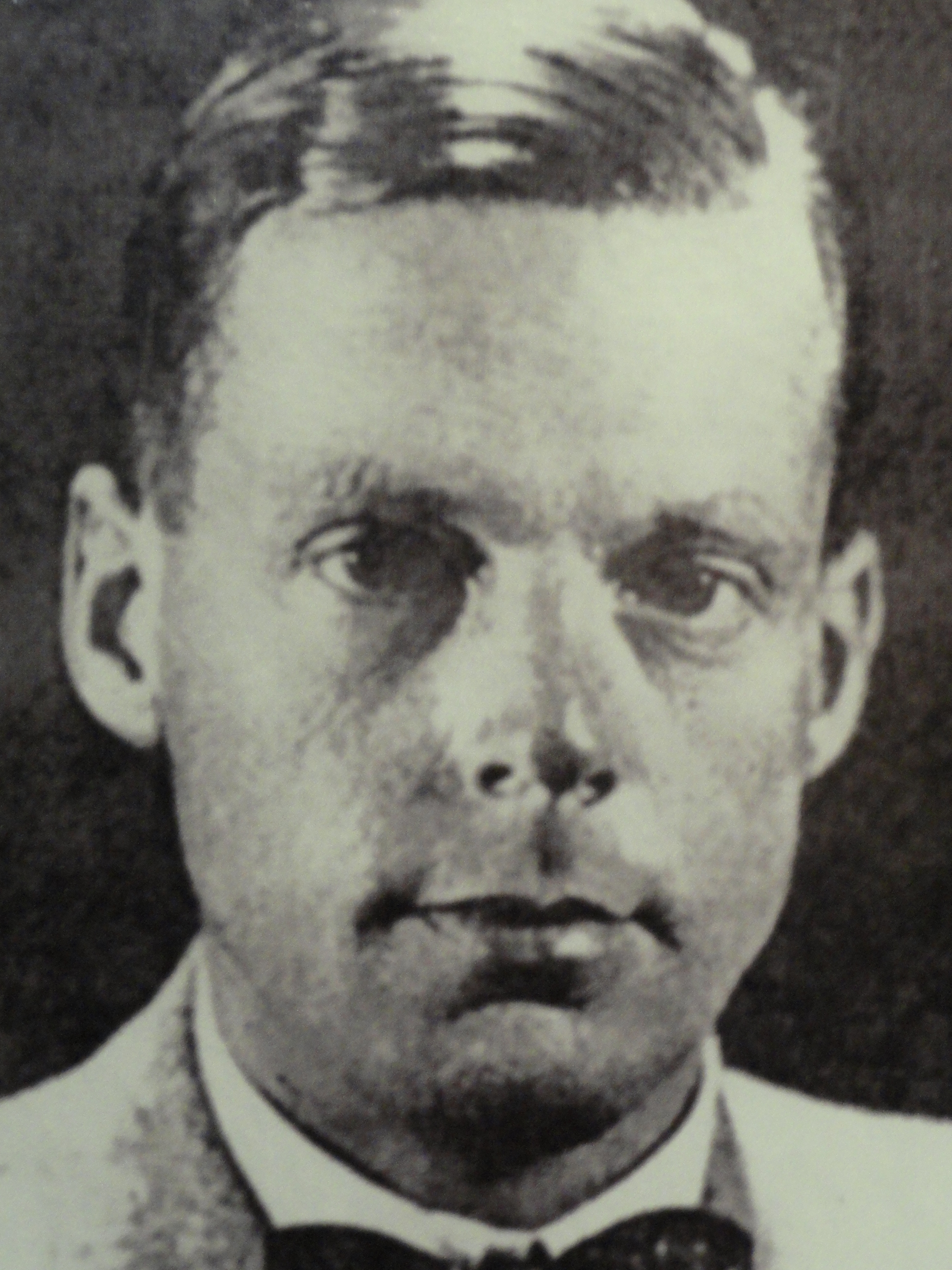
Jan Zwartendijk

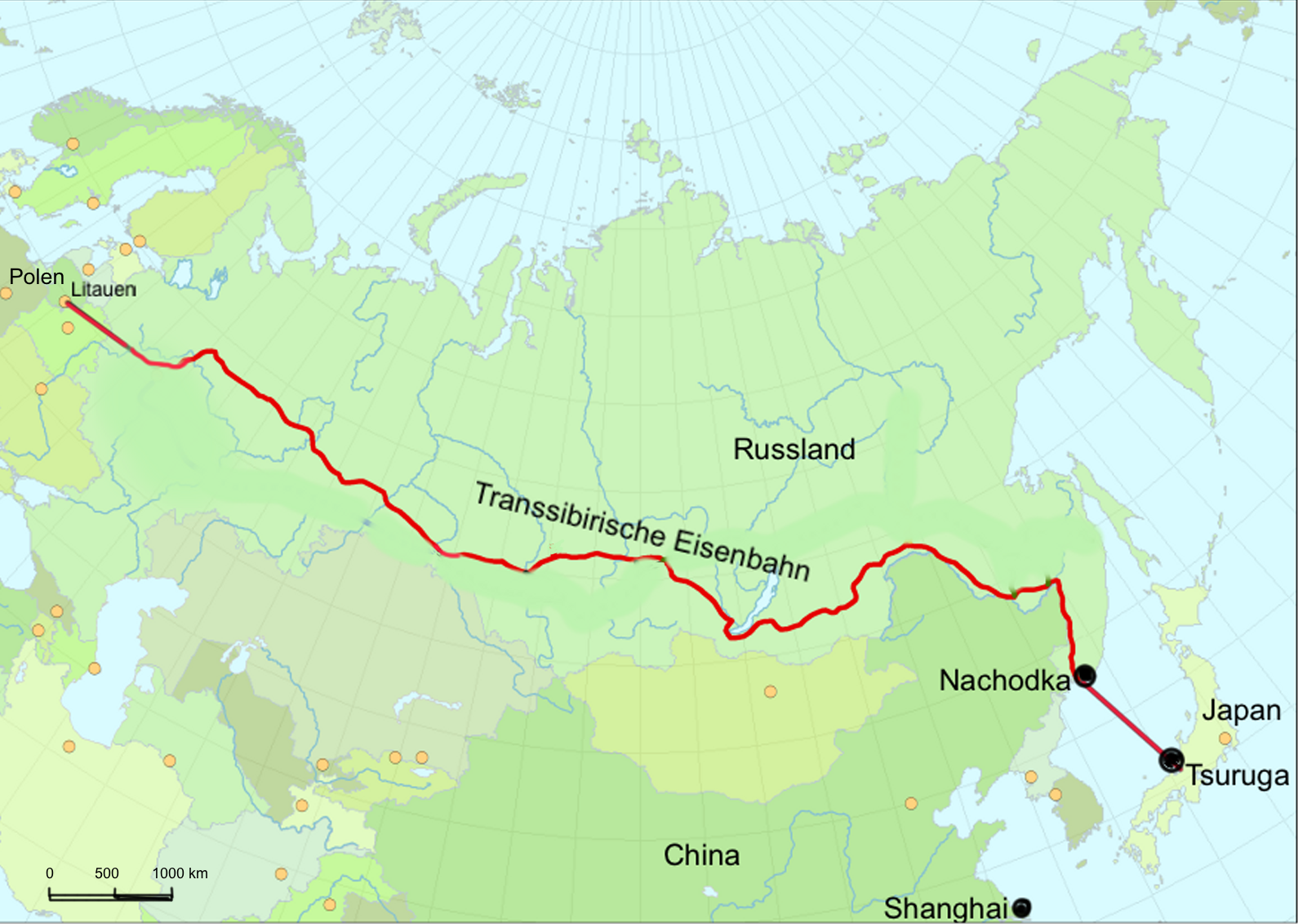
Fluchtroute über 10.000 km aus Litauen mit der transsibirischen Eisenbahn nach Nachodka und per Schiff nach Tsuruga.

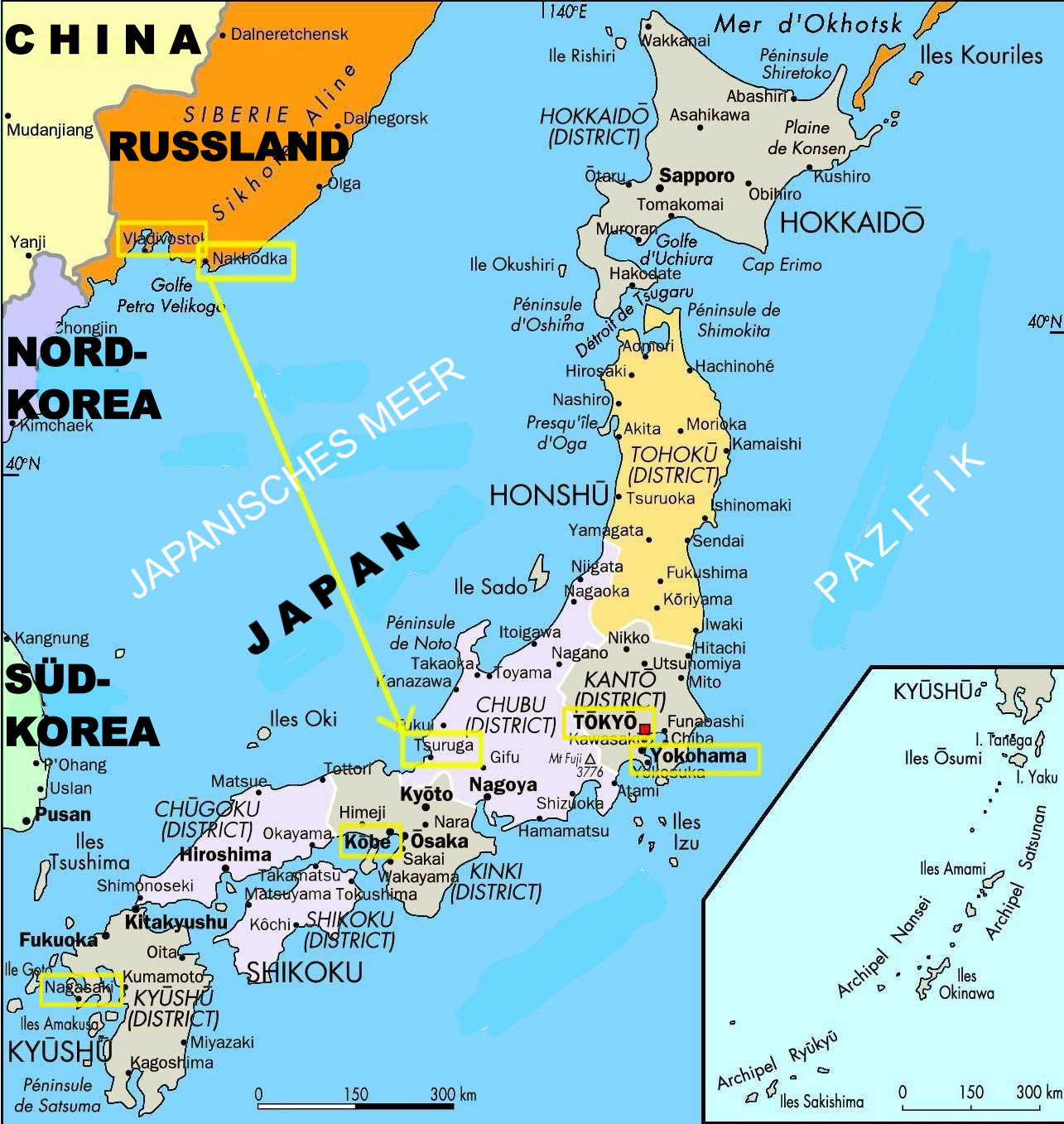
Lagekarte mit Wladiwostok, Nachodka, Tsuruga, Tokio, Nagasaki, Kōbe, Yokohama.

Nach dem deutschen Überfall auf Polen 1939 flohen ungefähr 10.000 polnische Juden in das neutrale Litauen. Chiune Sugihara (jap. 杉原 千畝, 1900–1986), der Konsul des Japanischen Kaiserreiches in Litauen, sollte im Rahmen eines größeren japanisch-polnischen Kooperationsplans mit dem polnischen Geheimdienst beziehungsweise der dortigen Untergrundbewegung zusammenarbeiten. Sugihara trug dem stellvertretenden Volkskommissar für Auswärtige Beziehungen, Wladimir Dekanosow, der als Beauftragter der Moskauer Parteiführung für die Sowjetisierung Litauens zuständig war, den Plan vor, die jüdischen Antragsteller auf Ausreise aus Litauen mit der Transsibirischen Eisenbahn bis an die Pazifikküste nach Nachodka (russisch Нахо́дка) zu schicken und von dort nach Japan ausreisen zu lassen. Stalin und Volkskommissar Molotow genehmigten den Plan, am 12. Dezember 1940 fasste das Politbüro einen entsprechenden Beschluss, der sich zunächst auf 1991 Personen erstreckte. Nach den sowjetischen Akten reisten letztlich bis August 1941 von Litauen über Sibirien rund 3500 Personen aus, um mit dem Schiff nach Tsuruga in Japan überzusetzen und von dort nach Kōbe oder Yokohama weiterzureisen. Der Hafen von Tsuruga erhielt später den Namen „Port of Humanity“ (engl.: ‚Hafen der Menschlichkeit‘). Ein Museum in Tsuruga erinnert an die Rettung der Juden.
Das japanische Außenministerium verfügte, dass ausnahmslos jeder, der ein Visum bekommen sollte, ein Visum eines Drittlandes zur Ausreise aus Japan besitzen müsse. Der niederländische Konsul Jan Zwartendijk (1896–1976) hatte 2400 von ihnen mit einem offiziellen Zielland Curaçao, einer karibischen Insel, die kein Einreisevisum forderte, oder mit Papieren für Niederländisch-Guayana (heute Suriname) versehen. Etwa 5000 der Flüchtlinge erhielten ein japanisches Visum von Chiune Sugihara, mit dem sie zu den Niederländischen Antillen reisen sollten. Für die übrigen Juden ignorierte Sugihara jedoch diesen Befehl und erteilte Tausenden von Juden ein Einreisevisum und nicht nur ein Transitvisum nach Japan, womit er zwar seine Karriere aufs Spiel gesetzt, aber dadurch diesen Juden das Leben gerettet hat.

### Rettung der Mir Jeschiwa

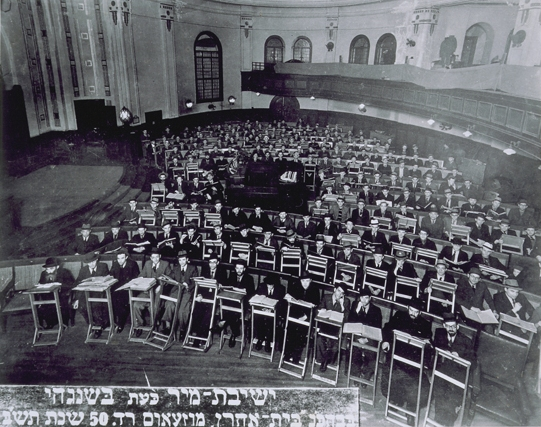
Studenten und Lehrer der Mir Jeschiva in der Synagoge Beth Aharon (hebr.: Haus Arons) in Shanghai, 1942, die 1920 in der Museum Road (heute: Huqiu Lu) von den Baghdadi erbaut und durch Silas Hardoon finanziert wurde.

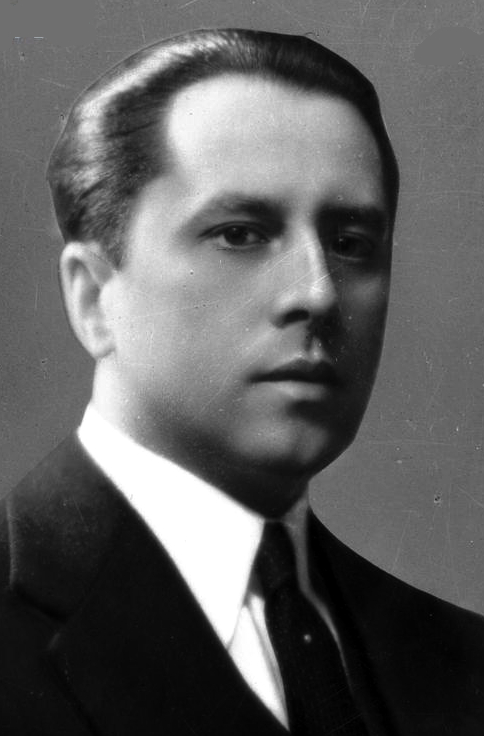
Tadeusz Romer

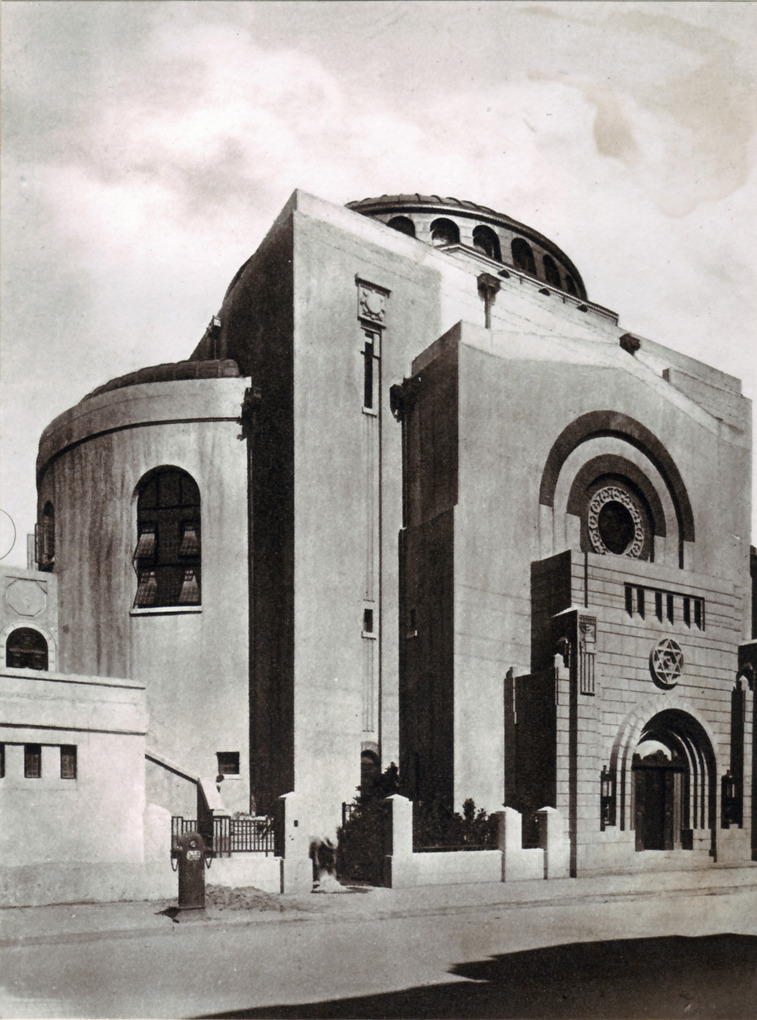
Beth Aharon Synagoge in Shangai der 1930er Jahre

In Mir (Belarus) lebten zu Beginn des Zweiten Weltkriegs etwa 2400 Juden. Unter jenen, die im Shanghai-Ghetto gerettet wurden, waren 70 Rabbiner und 350 Studenten der Mir Jeschiwa (ישיבת מיר) der einzigen europäischen Jeschiwa (Talmudakademie), die den Holocaust überstand.:398–399 Bei Ausbruch des Zweiten Weltkriegs 1939 flohen sie von Mir nach Vilnius und später nach Kėdainiai in der damaligen litauischen sozialistischen Sowjetrepublik. Ende 1940 erhielten sie Visa von Chiune Sugihara und konnten mit Hilfe der politisch einflussreichen amerikanischen Finanzwelt von Kėdainiai zur südostsibirischen Stadt Nachodka (100 km östlich von Wladiwostok) fahren und per Schiff nach Tsuruga übersetzen, um nach Kōbe zu reisen. Wladiwostok, der eigentliche Endpunkt der Transsibirischen Eisenbahn, war als Sitz der sowjetischen Pazifikflotte eine für Ausländer gesperrte Stadt. Einige Mitglieder kleinerer Jeschiwot schlossen sich ihnen an. Für jene, die nur Transitvisa besaßen und deshalb abgeschoben werden sollten, setzte sich jahrelang der japanische Hochschullehrer Kotsuji Setsuzō (jap. 小辻 節三, 1900–1974) ein, damit sie in Japan verbleiben durften. Die gesamte restliche jüdische Bevölkerung von Mir wurde am 16. August 1941 von den Nazis ermordet. Im Sommer 1939 wurden unter anderem die Angehörigen der Mir Jeschiwa nach Shanghai mit den Schiffen Kamakura Maru, Asama Maru (jap. 浅間丸), Tatsuta Maru und Taiyô Maru deportiert. Sie erhielten dort Hilfe von den dort bereits lebenden, aus Russland früher geflüchteten Juden große Unterstützung und es entwickelte sich eine der weltweit führenden Talmudschulen.

### Asylvisa
Tadeusz Romer, der polnische Botschafter in Tokio, hatte es wiederum geschafft, Transitvisa in Japan zu beschaffen, darunter Asylvisa nach Kanada, Australien, Neuseeland und Burma, Einwanderungsbescheinigungen nach Palästina, Einwanderungsvisa in die Vereinigten Staaten und einige lateinamerikanische Länder. Schließlich kam Tadeusz Romer am 1. November 1941 in Shanghai an, um die Rettungsaktion für jüdische Flüchtlinge fortzusetzen.

### Designated Area – Shanghaier Ghetto

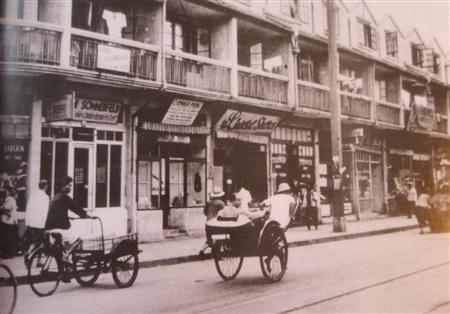
Seward Road im Shanghaier Ghetto um 1943

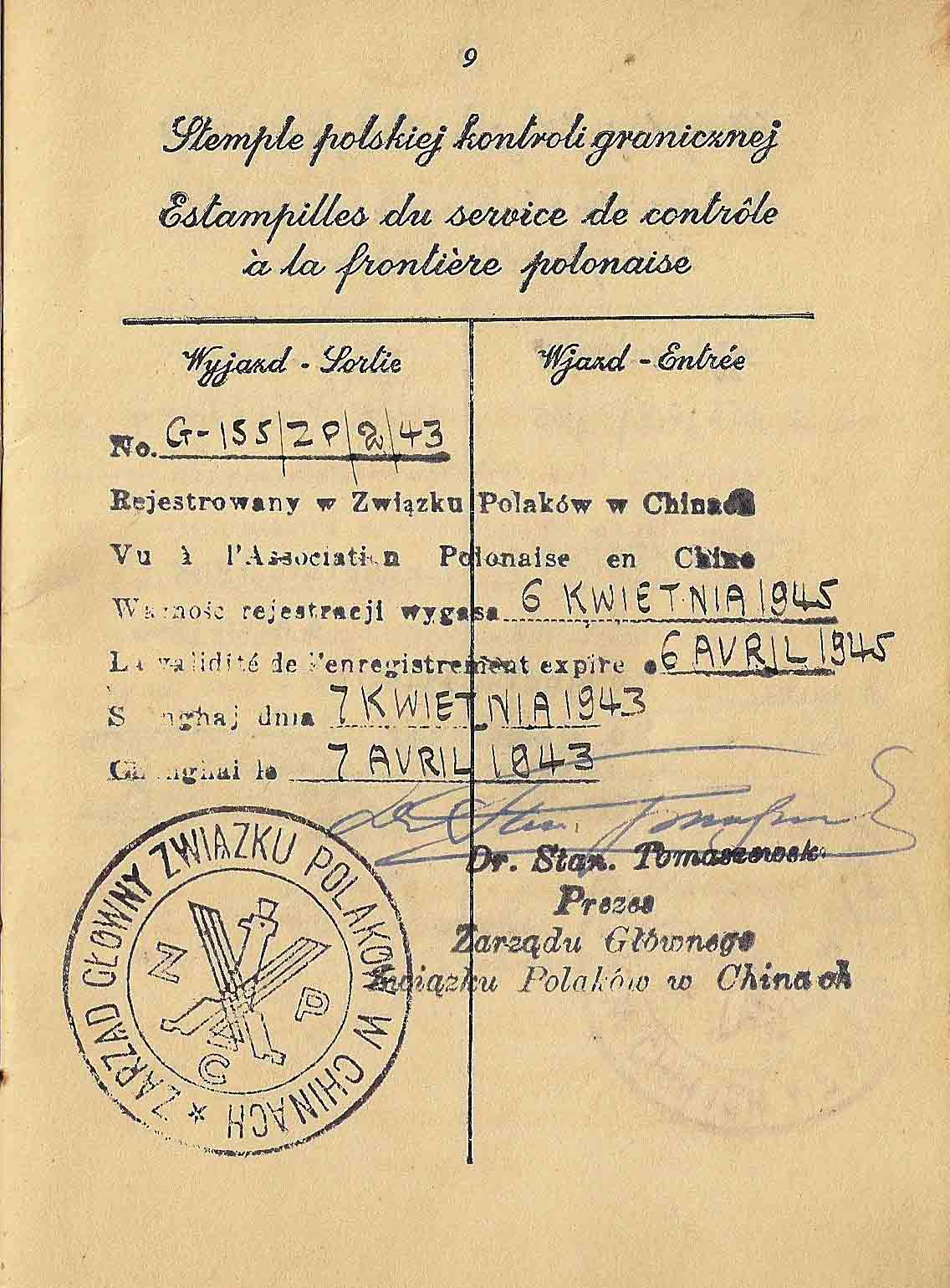
Ghetto-Pass eines polnischen Juden, 1943, ausgestellt von der Hauptverwaltung des Verbandes der Polen in China

Auf Grund des zunehmenden Drucks durch die Nazis, wonach Japan endlich gegen die Juden in Richtung „Endlösung“ vorzugehen habe, wurde am 15. November 1942 beschlossen, die meisten eingewanderten Juden seitens der Japaner im Sinne eines politischen Zugeständnisses und um die Juden „besser unter Kontrolle zu halten“ zwangsweise in eine etwa 2,5 Quadratkilometer große Designated Area for Stateless Refugees (engl.: ausgewiesener Bezirk für staatenlose Flüchtlinge) deportiert. Zugleich wurden die wohlhabenden Juden, sowohl Ashkenazim als auch Sephardim, durch das japanische Militär enteignet. Zwar gab es keine Mauern und keinen Stacheldraht, aber es gab Identitätskarten mit gelben Streifen, Kennzeichen, eine spezielle Wache mit ihren Willkürmaßnahmen. Die Grenzen bildeten Tafeln mit dem Hinweis: „Stateless refugees are prohibited to pass here without permission“ (engl.: Staatenlosen Flüchtlingen ist der Durchgang ohne Erlaubnis verboten). Als Wachen dienten die jüdische Hilfspolizei und Emigranten. Alle Emigranten erhielten neue Personalausweise. Die Sondergenehmigungen zum Verlassen des Bezirks trugen den Vermerk „Dürfen passieren“. Hier lebte auch eine chinesische Mehrheit, aber nur die staatenlosen Flüchtlinge waren verpflichtend an die Ausgangssperren und Zwangsübersiedlungen in Substandardwohnungen gebunden.
Der Begriff „Ghetto“ wird in der Forschung meist als Synonym zu „designated area“ gebraucht. Im Kontext des Zweiten Weltkrieges hat der Begriff „Ghetto“ auch die Vorstufe zur Judenvernichtung bedeutet, was für Shanghai jedoch nicht zutraf. Die Zone wurde dennoch von allen Bewohnern als Shanghaier Ghetto bezeichnet.
Am 18. Februar 1943 erklärten die Japaner, dass bis zum 15. Mai alle Juden, die nach 1937 eingetroffen waren, fortan ihre Wohnungen und Geschäfte in den „ausgewiesenen Bezirk“ zu verlegen hatten, der damals von den Flüchtlingen, je nach Herkunftsland, auch „Klein-Berlin“ oder „Klein-Wien“ genannt wurde. Shanghai selbst wurde unter desillusionierten jüdischen Flüchtlingen „Shand Chai“ genannt, „schändliches Leben“ (Shand: jiddisch Schande und Chai: hebräisch Leben).
Die große Zahl der Flüchtlinge traf die japanischen Behörden unvorbereitet, daher trafen die Ankommenden auf desaströse Lebensbedingungen: An die zehn Menschen mussten in einem Raum leben, begleitet von ständigem Hungerleiden unter katastrophalen hygienischen Verhältnissen. Seuchen brachen aus. Es gab kaum Möglichkeiten, den eigenen Lebensunterhalt mit Arbeit zu bestreiten. Japanische Soldaten bewachten die Zugänge. Für einen Passierschein musste man stundenlang warten. Gefürchtet war der japanische Offizier Kano Ghoya, der sich selbst als „König der Juden“ bezeichnete und seine Launen an den Juden auslebte, bis hin dass er Antragsteller für einen Passierschein ins Gefängnis warf, was einem Todesurteil gleichkam, da dort der Flecktyphus grassierte.
Es wurde zunehmend schwieriger, finanzielle Hilfe aus den Vereinigten Staaten zu bekommen, womit die Unterstützung erheblich eingeschränkt war. Die Essensausgabe von zwei warmen Mahlzeiten am Tag wurde auf eine reduziert. Unter den deutsch-jüdischen Flüchtlingen waren mindestens 6000 am Verhungern.

### Ende der Fluchtmöglichkeit
Als Deutschland 1941 den Überfall auf die Sowjetunion startete, gab es keinen Schiffsverkehr zwischen Japan und der Sowjetunion mehr, so dass der Flüchtlingsstrom vom sibirischen Festland zum Erliegen kam. Mit dem japanischen Angriff auf Pearl Harbor im Dezember 1941 wurde eine Flucht nach Shanghai unmöglich.

### Antisemitismus in Japan während des Zweiten Weltkriegs
Während der gesamten Kriegsdauer lehnte die japanische Regierung die Forderung des Deutschen Reichs ab, rassistische Bestimmungen nach deutschem Muster zu erlassen. Als Japan eine engere Beziehung zu Nazi-Deutschland entwickelte, wurde in Japan auch antisemitische Literatur eingeführt. Nach 1937 erschienen etwa 800 ins Japanische übersetzte antisemitische Schriften. Diese Bücher fanden jedoch nur eine begrenzte Verbreitung und Resonanz. Es gab auf Betreiben der Gestapo eine üble Seite japanischer Judenbehandlung, die durch die Zusammenarbeit der Gestapo mit Kempeitai, dem japanischen Pendant, bestand. Sie konnte im Dunkelbereich der hierarchischen Distanz zu höheren japanischen Regierungs- und Ministeriumsebenen ungestört ablaufen. Triebfeder war der SS-Standartenführer Josef Meisinger, auf dessen Geheiß einzelne jüdischen Flüchtlinge verhaftet und gefoltert wurden – teilweise dadurch im Gefängnis umkamen. Meisinger wollte die Japaner davon überzeugen, dass jemand, der ein Anti-Nazi sei, auch ein Anti-Japaner sein muss. Die meisten dieser Anti-Nazis seien aus Deutschland nach Japan beziehungsweise nach Shanghai emigriert.
Meisingers diesbezügliche Gespräche mit dem Chef der Auslandssektion des japanischen Heimatministeriums waren erfolgreich. Im Herbst 1942 erklärte er diesem, er habe von Berlin den Auftrag, den japanischen Behörden die Namen aller „Anti-Nazis“ unter den Deutschen zu melden. „Anti-Nazis“ seien in erster Linie deutsche Juden, von denen 20.000 nach Shanghai emigriert seien. Diese „Anti-Nazis“ seien auch immer „Anti-Japaner“. Tatsächlich gelang es ihm auf diese Weise, die Spionagefurcht der Japaner für seine antisemitischen Pläne zu nutzen. Die Japaner handelten und verlangten als Reaktion von Meisinger die Erstellung einer Liste aller „Anti-Nazis“. Diese hatte Meisinger, wie seine Sekretärin später bestätigte, bereits seit 1941 vorliegen. Auch der deutsche Botschafter Eugen Ott bestätige später ihre Existenz, behauptete jedoch, sie ohne Durchsicht sofort zerrissen und Meisingers Ansinnen „strikt zurückgewiesen“ zu haben. Dennoch wurde sie nach Rücksprache mit General Müller von Meisinger Ende 1942 sowohl an das Heimatministerium, als auch an die Kempeitai übergeben. Die Liste enthielt u. a. die Namen aller Juden mit deutschem Pass in Japan. Karl Hamel, der Dolmetscher Meisingers, der bei den Unterredungen mit den japanischen Behörden persönlich zugegen war, berichtete, dass hierdurch eine „regelrechte Jagd auf Anti-Nazis“ begonnen habe, die zur „Internierung ziemlich vieler Menschen“ führte. Diese Aktion könne – laut Hamel – als grundlegende Erklärung dafür angesehen werden, wie Meisinger es schaffte, die Gemeinschaft der Deutschen in „Nazis“ und „Anti-Nazis“ zu splitten.
Tatsächlich lehnten die Japaner Maßnahmen gegen Juden strikt ab. In einem Beschluss vom 6. Dezember 1938 hatte man formuliert, dass man keine, wie die in Deutschland vorhandene, feindselige Haltung gegen die Juden einnehmen dürfe, da dies gegen die japanische Forderung nach Gleichberechtigung der Rassen verstoßen würde. Außerdem dürfe in der momentanen Situation das Verhältnis zu den USA nicht verschlechtert werden. Es wäre daher darauf zu achten, dass die Juden, wie alle anderen Ausländer auch, unter keinerlei Verfolgung litten. Generalkonsul Fischer in Shanghai konstatierte noch zu Beginn des Jahres 1940 das weitläufige Fehlen von Antisemitismus bei japanischen Behörden. Nur eine Stelle in Shanghai, die Polizei, blicke „hinter die Kulissen“ und „beginne“ antisemitisch zu denken.:457
Nach „Pearl Harbour“ fielen japanische Motive für eine schonende Behandlung jüdischer Flüchtlinge, mit dem Ziel eines guten Verhältnisses zu den Westmächten, weg. Hinzu kam die Aberkennung der deutschen Staatsbürgerschaft der Flüchtlinge durch das Dritte Reich, mit Wirkung vom 1. Januar 1942.
Nach Meisingers antisemitischen, als Sicherheitserwägungen getarnten Interventionen, erteilte Außenminister Tōgō am 17. November 1942 den diplomatischen Vertretungen in der Mandschurei und in China die Anweisung, alle deutschen Juden als Staatenlose zu behandeln. Jüdische Staatsangehörige aus neutralen Ländern seien jedoch, sofern von Nutzen, wohlwollend zu behandeln. Die anderen müssten jedoch streng observiert werden, damit sie keinerlei Spionage ausüben könnten. Die von der japanischen Marine und Armee unterzeichnete Proklamation des Ghettos in Shanghai vom Februar 1943 vermied daher auch sorgfältig die Begriffe „Juden“ und „Ghetto“ und gab „militärische Notwendigkeiten“ als Begründung an.:458
Meisinger war es durch seine Interventionen gelungen trotz des kaum vorhandenen Antisemitismus der Japaner, die Internierung eines Großteils der Juden im japanischen Machtbereich zu erreichen. Die wesentlichen, aber als „Geheim“ eingestuften Dokumente der Befragung Hamels, wurden nicht in Wiedergutmachungsprozesse einbezogen. Das Gericht kam daher z. B. im Fall einer im Ghetto internierten Frau zu dem Schluss, dass „zwar eine Wahrscheinlichkeit dafür“ spräche, dass Meisinger versucht habe die Japaner zu Maßnahmen gegen Juden anzuregen, die Errichtung des Ghettos in Shanghai jedoch „allein auf japanischer Initiative“ beruhe.

### Plan zur Vernichtung der Juden

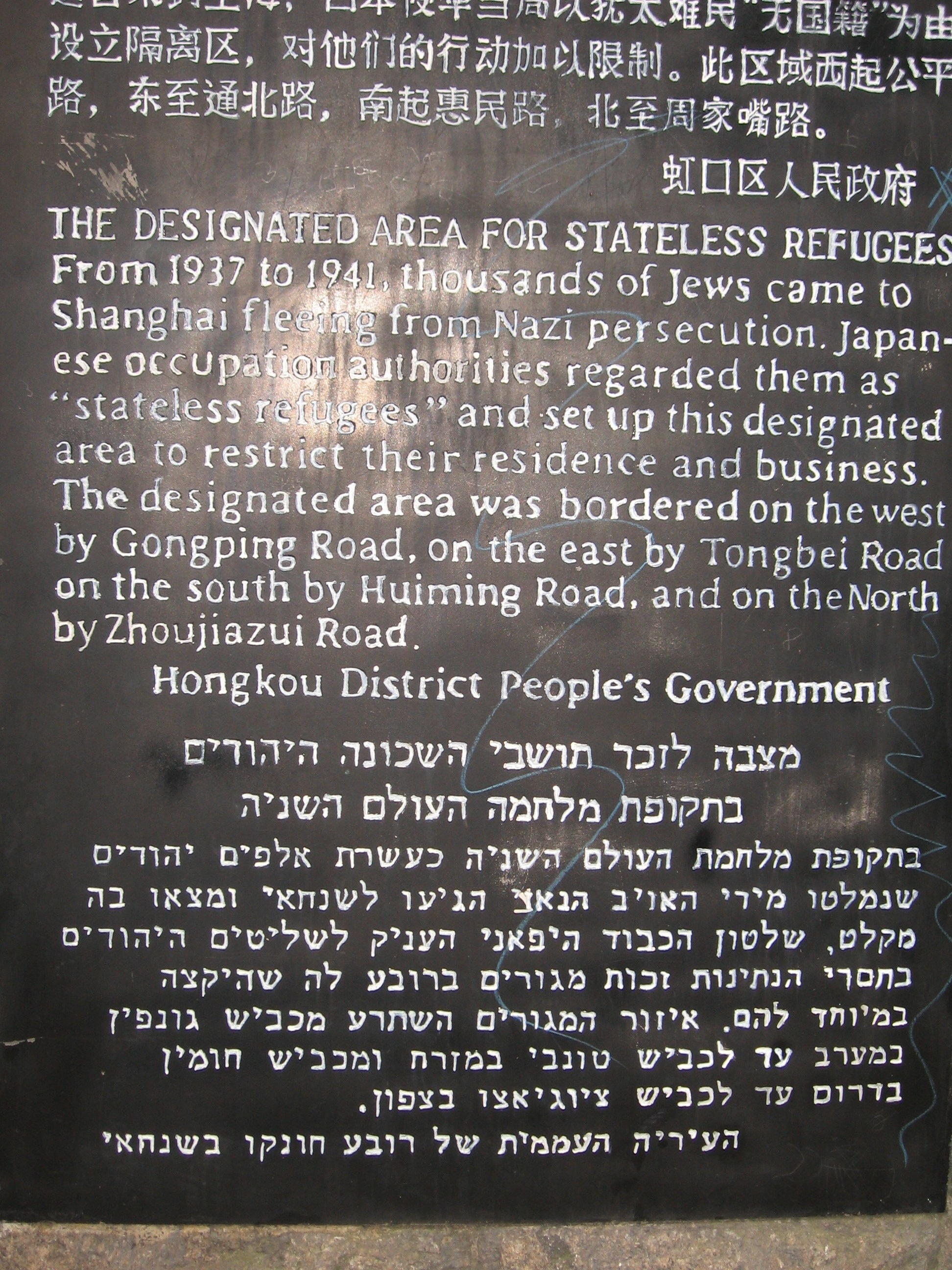
Denkmal mit Gedenktafel an das Shanghaier Ghetto im Shanghaier Stadtteil Hongkou

Gegen Ende des Krieges forderten die Nazis, dass die japanische Armee einen Plan zur Ausrottung der jüdischen Bevölkerung in Shanghai entwickelt. Josef Meisinger, der „Schlächter von Warschau“, war vom 1. April 1941 bis Mai 1945 als Polizeiverbindungsführer und Sonderbeauftragter des Sicherheitsdienstes des Reichsführers SS (SD) an der deutschen Botschaft in Tokio tätig. Meisinger wollte die Japaner von der Lösung der Judenfrage in Asien, d. h. von der Notwendigkeit, Shanghai „judenfrei“ zu machen, überzeugen. Er intervenierte diesbezüglich 1941 bei den japanischen Dienststellen und forderte sie auf, die jüdischen Flüchtlinge im Shanghaier Ghetto zu ermorden. Seine Vorschläge beinhalteten unter anderem die Errichtung eines Konzentrationslagers auf der Insel Chongming Dao im Jangtsekiang-Delta, um an ihnen medizinische Versuche durchzuführen, sie in Salzminen bis zum Tod durch Erschöpfung und Hunger arbeiten zu lassen oder das Töten durch Verhungern auf seeuntüchtigen Frachtern vor der chinesischen Küste. Nach Angaben des dabei anwesenden Joseph Bitker soll der Propagandachef und Handelsattaché der Nazis in Shanghai Jesco von Puttkamer (Spitzname „der Scharfmacher“) die treibende Kraft gewesen sein.:471 Die japanische Admiralität, von der Shanghai verwaltet wurde, gab den Vernichtungsplänen der deutschen Verbündeten aber nicht nach. Von einer US-Dienststelle wurde Meisinger am 6. September 1945 in Yokohama verhaftet und 1946 an Polen ausgeliefert, wo er 1947 als Kriegsverbrecher in Warschau verurteilt und hingerichtet wurde. Puttkamer wurde zu 30 Jahren Haft im Kriegsverbrechergefängnis Landsberg am Lech verurteilt, jedoch vorzeitig entlassen und wanderte 1958 nach Kanada aus, wo er 1973 in Vancouver starb.

### Gründe für die Verschonung der Juden
Den Juden ging es im Shanghaier Ghetto zwar nicht gut, aber sie waren keinen systematischen mörderischen Aktivitäten ausgesetzt. In Anbetracht der japanischen Kriegsverbrechen im Zweiten Weltkrieg – es wird vom „asiatischen Holocaust“ mit 30 Millionen Ermordeten gesprochen – werden Erklärungsversuche unternommen, wieso ausgerechnet die Juden in Japan, beziehungsweise in den japanisch besetzten Gebieten Chinas, verschont worden sind.
Einerseits wird der Fugu-Plan angeführt, von dem man sich ökonomische Vorteile versprach. Andererseits wird eine historisch begründete Dankbarkeit gegenüber Juden vermutet, denn der in Frankfurt am Main gebürtige jüdische US-Bankier Jakob Heinrich Schiff (1847–1920), der mit US-Präsident Theodore Roosevelt bestens bekannt war, stellte Japan für den Krieg gegen Russland (1904–1905) über 50 Millionen US-Dollar zur Verfügung. Als Grund nannte Schiff sein Bedürfnis nach Rache am Russischen Zarenreich für die grausamen Pogrome an Juden. Ferner ermöglichte Schiff Japan den Zugang zu den Finanzmärkten in New York und London, wodurch von den Kriegskosten in Höhe von rund 600 Millionen US-Dollar Japan 408 Millionen US-Dollar durch Anleihen aus Übersee finanzieren konnte. Zu guter Letzt wird die positive Einstellung der Japaner zu anderen Kulturen herangezogen und das Fehlen eines historisch gewachsenen Antisemitismus, wie er sich im christlichen Abendland entwickelt hat. Letztlich waren Juden für Japaner gewöhnliche Ausländer, wie andere auch, nämlich Fremde auf der Durchreise.

### Befreiung
Das Shanghaier Ghetto blieb nicht von den Kriegseinflüssen verschont. Kurz vor Kriegsende – am 17. Juli 1945 – flogen amerikanische Flugzeuge einen Angriff auf Shanghai, um die im Stadtteil Hongkou gelegene Funkanlage der Japaner zu zerstören, wodurch rund 40 der über 20.000 Flüchtlinge ihr Leben verloren, über 500 verwundet und viele weitere obdachlos wurden. Weitaus mehr Opfer verursachten die Angriffe in der chinesischen Bevölkerung im Stadtteil Hongkou.
Das Ghetto wurde am 3. September 1945 durch die US-Streitkräfte befreit. Offiziell ließ man der Nationalrevolutionären Armee Chiang Kai-sheks bei der Einnahme jedoch den Vortritt. Die Zahl der Flüchtlinge, die die Befreiung nicht mehr erlebten, wird auf 1700 geschätzt, wobei die Zahl sich auf die Statistik des Flüchtlingshospitals in der Ward Road bezieht.:412 Aus dem Bericht des Committee of the Council for the Far East vom 28. Mai 1946 geht hervor, dass von den zu diesem Zeitpunkt 16.300 gemeldeten Personen 7380 Deutsche waren, 4298 Österreicher, 1265 Polen, 639 Italiener, 298 Tschechoslowaken und 291 Angehörige anderer Staaten. Weiterhin zählte man 1340 Staatenlose und Displaced Persons (DP) aus den Regionen um Tianjin, Peking, Qingdao und der Mandschurei.

### Ausreise
Etwa die Hälfte der dortigen Juden emigrierte in die Vereinigten Staaten und nach Kanada. Andere wanderten in andere Länder aus, bevorzugt nach Israel. Die Mitglieder der Mir Jeschiwa konnten 1947 Shanghai verlassen und teilten sich auf. Ein Ableger entwickelte sich in Jerusalem, mit einem Tochter-Campus im Ortsteil Brachfeld in Modi’in Illit, zwei andere im Stadtteil Brooklyn in New York, die Mir Yeshiva New York und Bais Hatalmud. Zahlreiche Prominente gehören zu den überlebenden Flüchtlingen des Shanghaier Ghettos. Zu den in die Stadt geflüchteten 6000 Österreichern gehörte beispielsweise der Arzt Jakob Rosenfeld (1903–1952), der später in seiner neuen Heimat China bis zum Gesundheitsminister avancierte und General Luo (chinesisch 羅生特 / 罗生特, Pinyin Luó Shēngtè) genannt wurde. Ein weiterer bekannter deutscher Flüchtling ist der spätere US-Finanzminister (von 1977 bis 1979 unter Jimmy Carter) W. Michael Blumenthal (* 1926). Von 1997 bis 2014 war er Direktor des Jüdischen Museums Berlin.

## Juden und Judentum im heutigen Japan

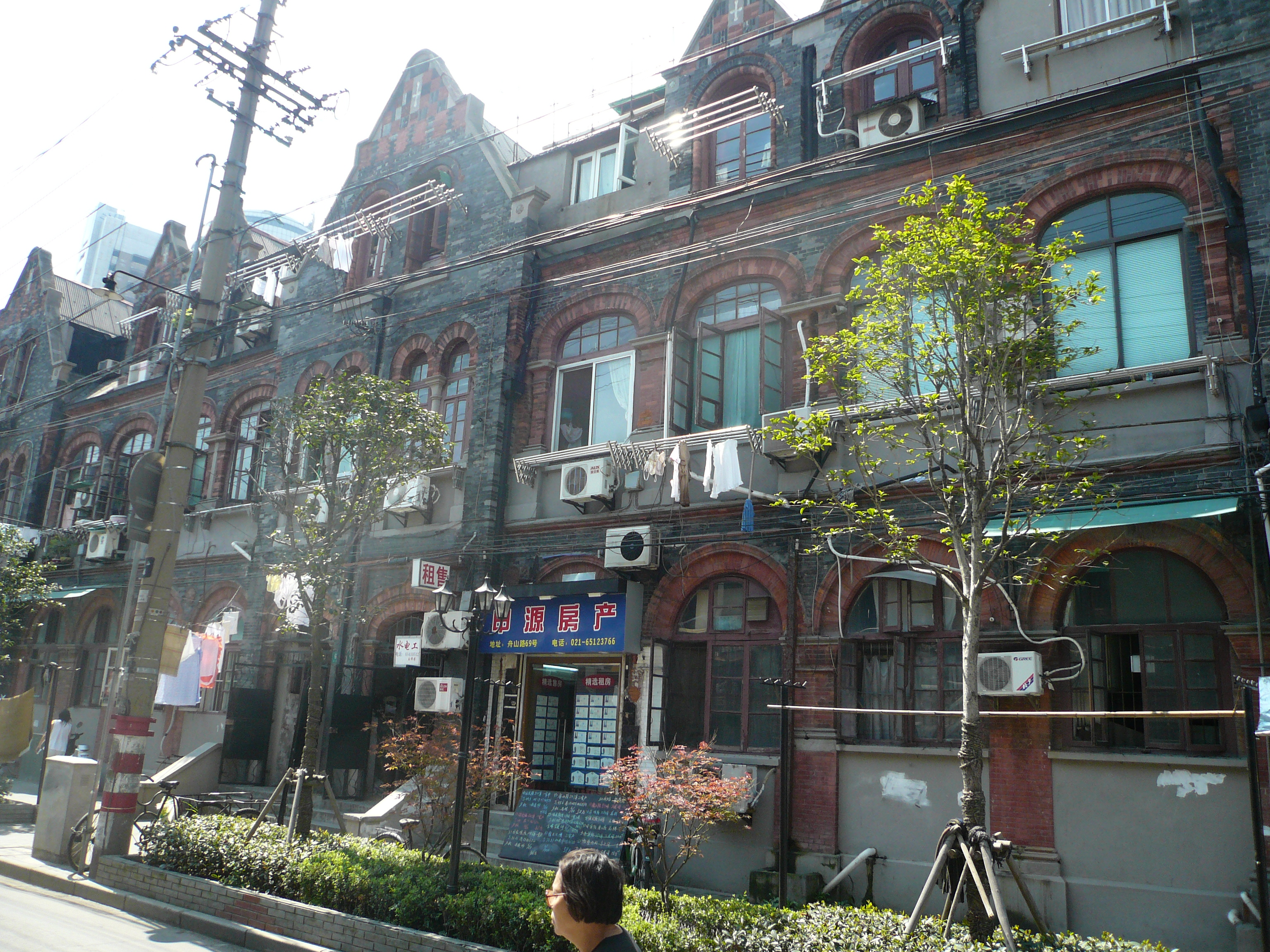
Ansicht des ehemaligen Shanghaier Ghettos, 2007

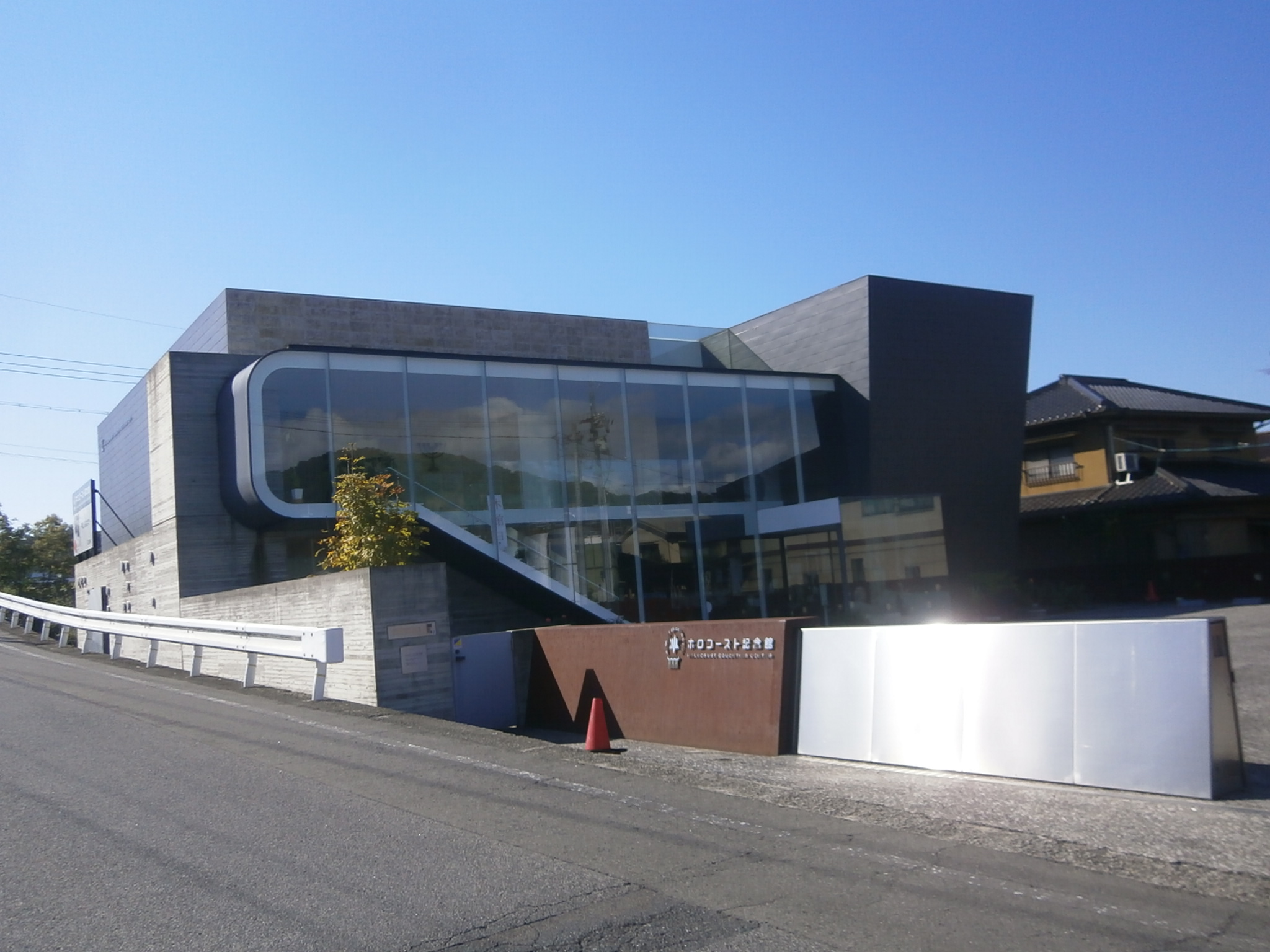
Holocaust Education Center in Fukuyama

Nach dem Zweiten Weltkrieg verblieb nur ein kleiner Teil der Juden in Japan, vor allem diejenigen, die Einheimische geheiratet und sich assimiliert hatten. Juden stellen eine kleine ethnische und religiöse Minderheit in Japan dar, die nur aus etwa 2000 Personen besteht (Stand 2016), was etwa 0,0016 % der Gesamtbevölkerung Japans (127 Millionen Einwohner) entspricht. Das Jüdische Gemeindezentrum von Japan, das sich in Tokio befindet, beherbergt die einzige Synagoge der Stadt. Gegenwärtig leben mehrere hundert jüdische Familien in Tokio. Die einzige andere organisierte jüdische Gemeinde befindet sich in Kōbe, die aus etwa 35 jüdischen Familien in Kōbe und etwa 35 Familien in anderen Teilen der Kansai-Region (Kyōto und Osaka) besteht. Etwa 100 bis 200 Juden sind Mitglieder der Streitkräfte der Vereinigten Staaten, die in Japan stationiert sind. Sie werden von zwei Militärrabbinern betreut. Ein Rabbiner ist in der Yokosuka Naval Base außerhalb Tokios stationiert, der andere in Okinawa. Hinzu kommen einige wenige Personen aus dem Ausland, die vorübergehend für japanische Unternehmen tätig sind oder in Forschungseinrichtungen arbeiten.

## Museen, Gedenkstätten und Ehrungen
Das Holocaust Education Center wurde 1995 von Makoto Ōtsuka in Fukuyama gegründet, einem Geistlichen, der 1971 Anne Franks Vater persönlich kennengelernt hatte. Es ist die einzige Bildungseinrichtung in Japan, die sich auf das Thema der Judenverfolgung in den Jahren 1933 bis 1945 spezialisiert hat. Neben einer umfangreichen Sammlung enthält es eine Anne Frank gewidmete Abteilung. Am Internationalen Holocaust-Gedenktag 2011 wurde ein Ableger des Kastanienbaums, der vor Anne Franks Versteck wuchs, im Garten des Centers gepflanzt.
Ab 2007 wurde durch die chinesische Bezirksregierung von Hongkou die Ohel-Moshe-Synagoge (hebr.: „Zelt Moses“) renoviert und in dem Gebäude das Jüdische Flüchtlingsmuseum in Shanghai eingerichtet.
Viele Juden besuchen jedes Jahr das Chiune Sugihara-Gedächtnismuseum in Yaotsu (Präfektur Gifu, Japan) und sein Grab in der Kamakura, um Sugihara zu ehren, der so viel zur Rettung von 6000 Juden beigetragen hat. Er wurde als „Japanischer Oskar Schindler“ bekannt. Der Asteroid (25893) Sugihara ist nach ihm benannt worden.
Chiune Sugihara wurde 1984, Jan Zwartendijk 1997 und Ho Feng Shan im Jahre 2001 mit dem Titel Gerechter unter den Völkern (hebräisch חסיד אומות העולם Chassid Umot ha-Olam) geehrt.
Im Herbst 1997 trafen sich ehemalige Shanghailänder zu einem Symposium des gemeinsamen Erinnerns in der Berliner Villa Marlier („Wannsee-Villa“), an jenem Ort, wo am 20. Januar 1942 auf der sogenannten Wannseekonferenz die Ausrottung ihrer Familien beschlossen wurde.

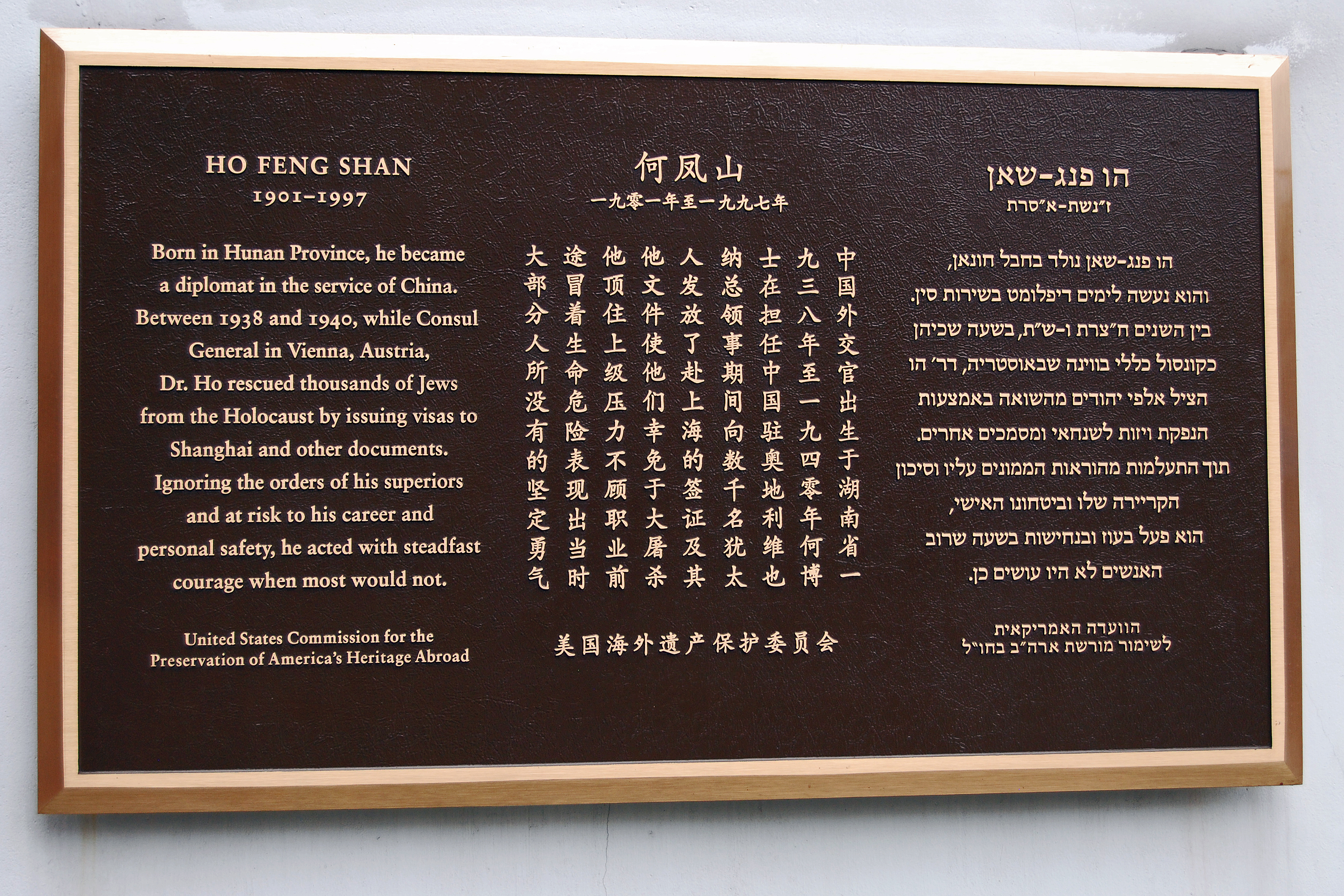
Gedenkplakette für Ho Feng Shan im Jüdischen Flüchtlingsmuseum in Shanghai (VR China)
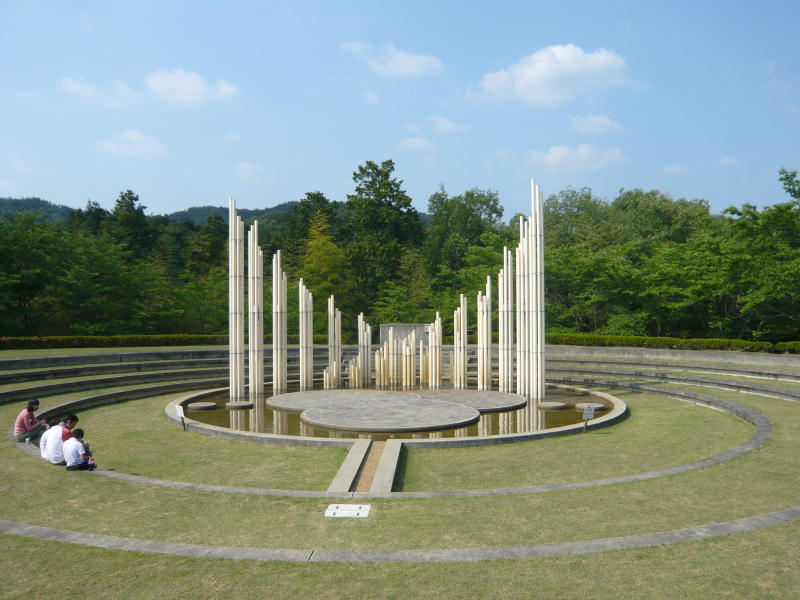
Hill of Humanity (Hügel der Menschlichkeit), Denkmal zu Ehren Chiune Sugiharas in Yaotsu, Japan
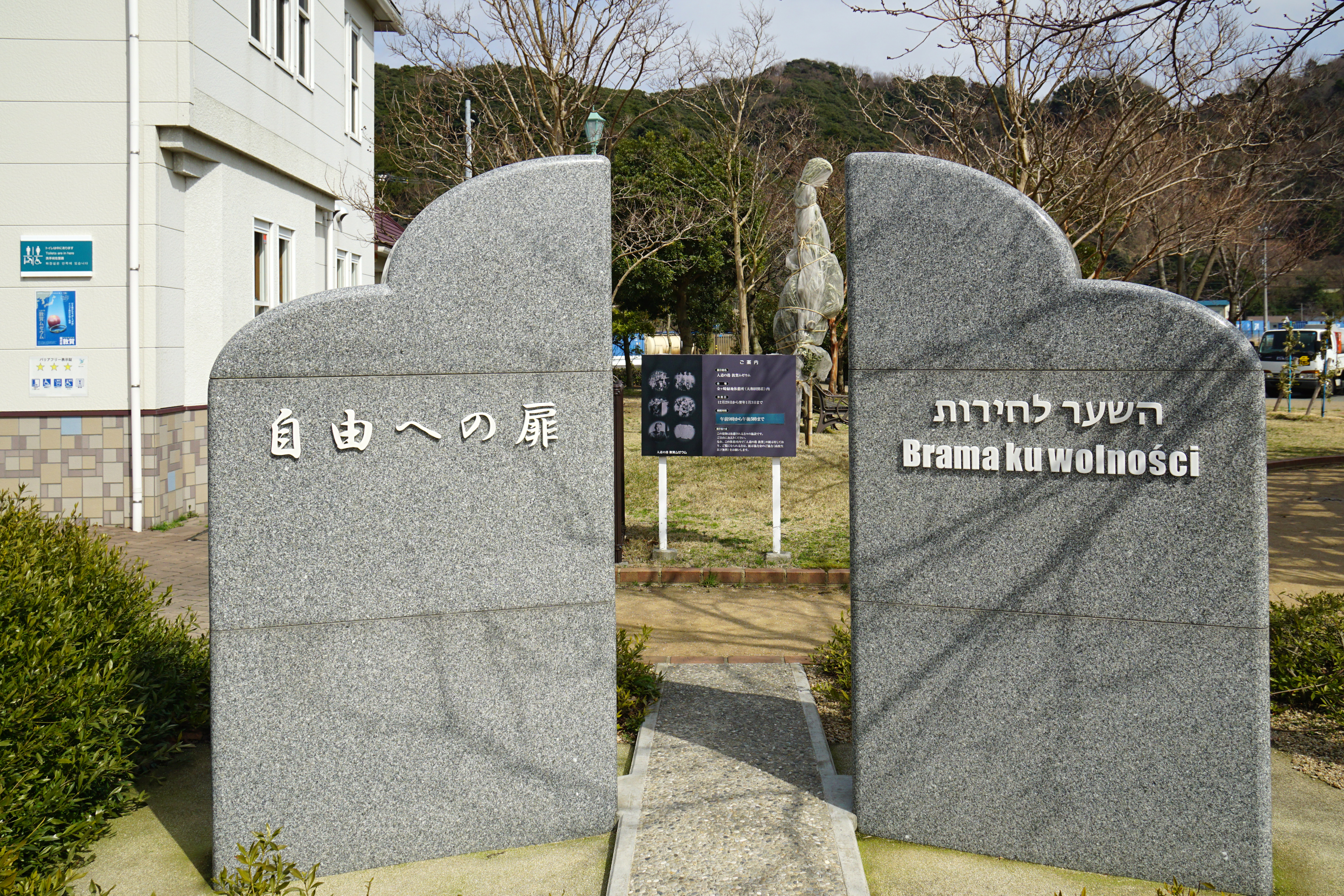
Port of Humanity (Hafen der Menschlichkeit); Museum in Tsuruga, Fukui Präfektur, Japan
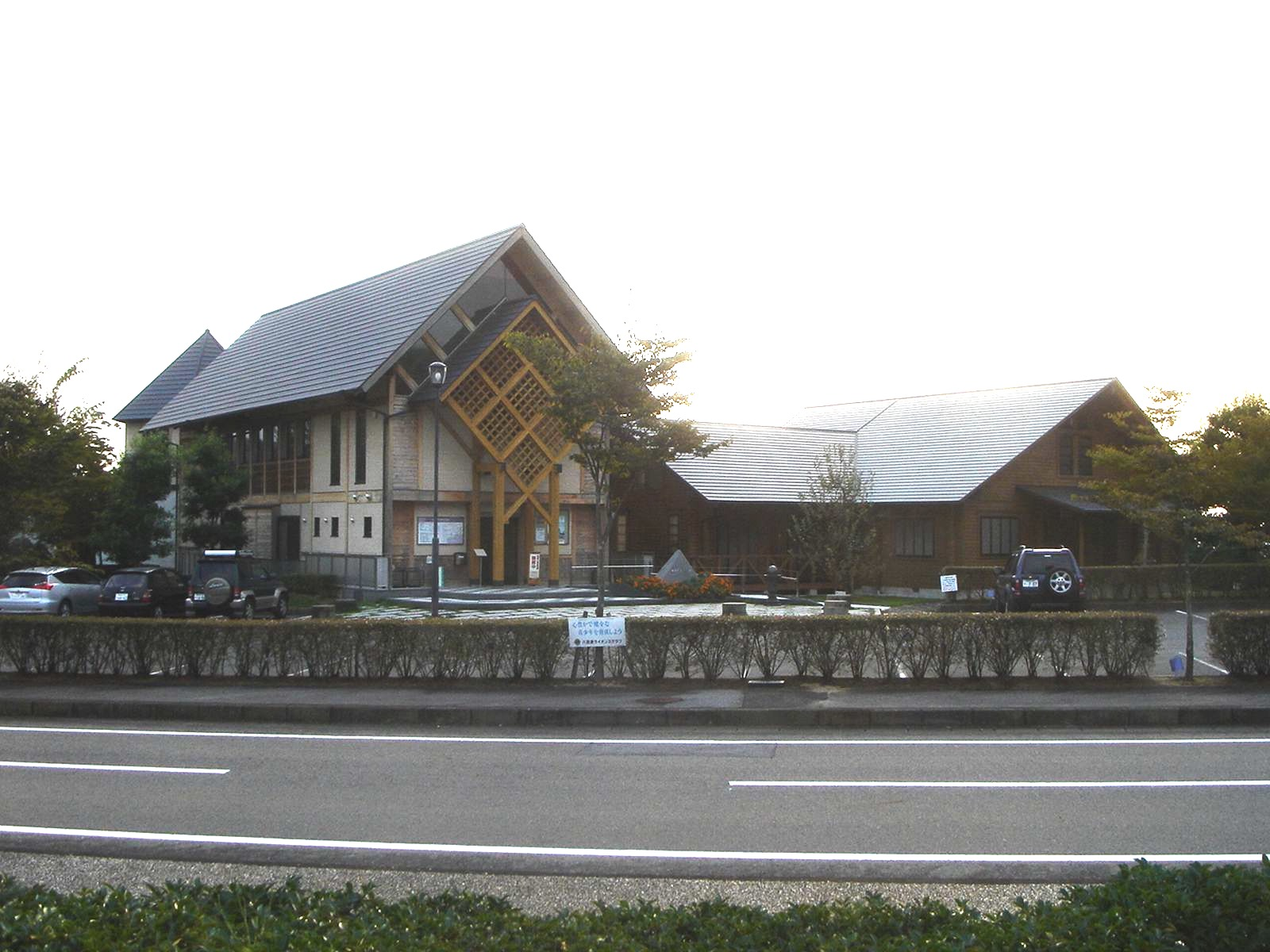
Sugihara Chiune Memorial Museum in seinem (umstrittenen[64]) Geburtsort Yaotsu, Japan
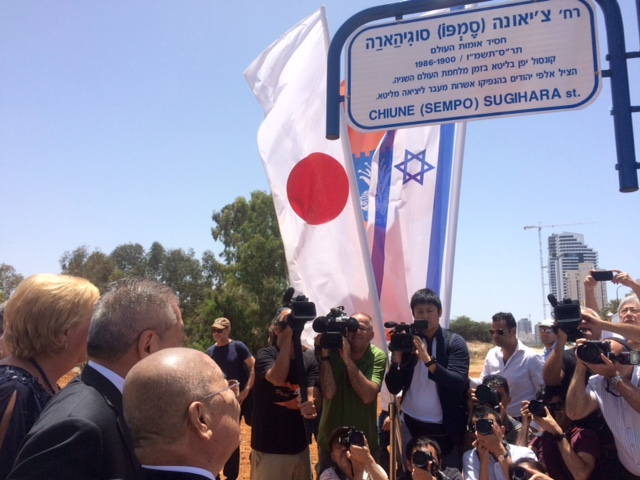
Sugiharastraße in Netanja, Israel. Daneben sind Straßen in Kaunas und Vilnius (Litauen) nach ihm benannt.
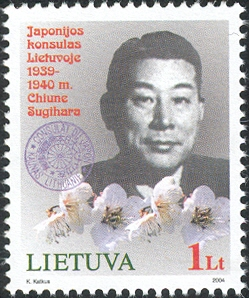
Briefmarke aus Litauen zu Ehren Sugiharas, 2004
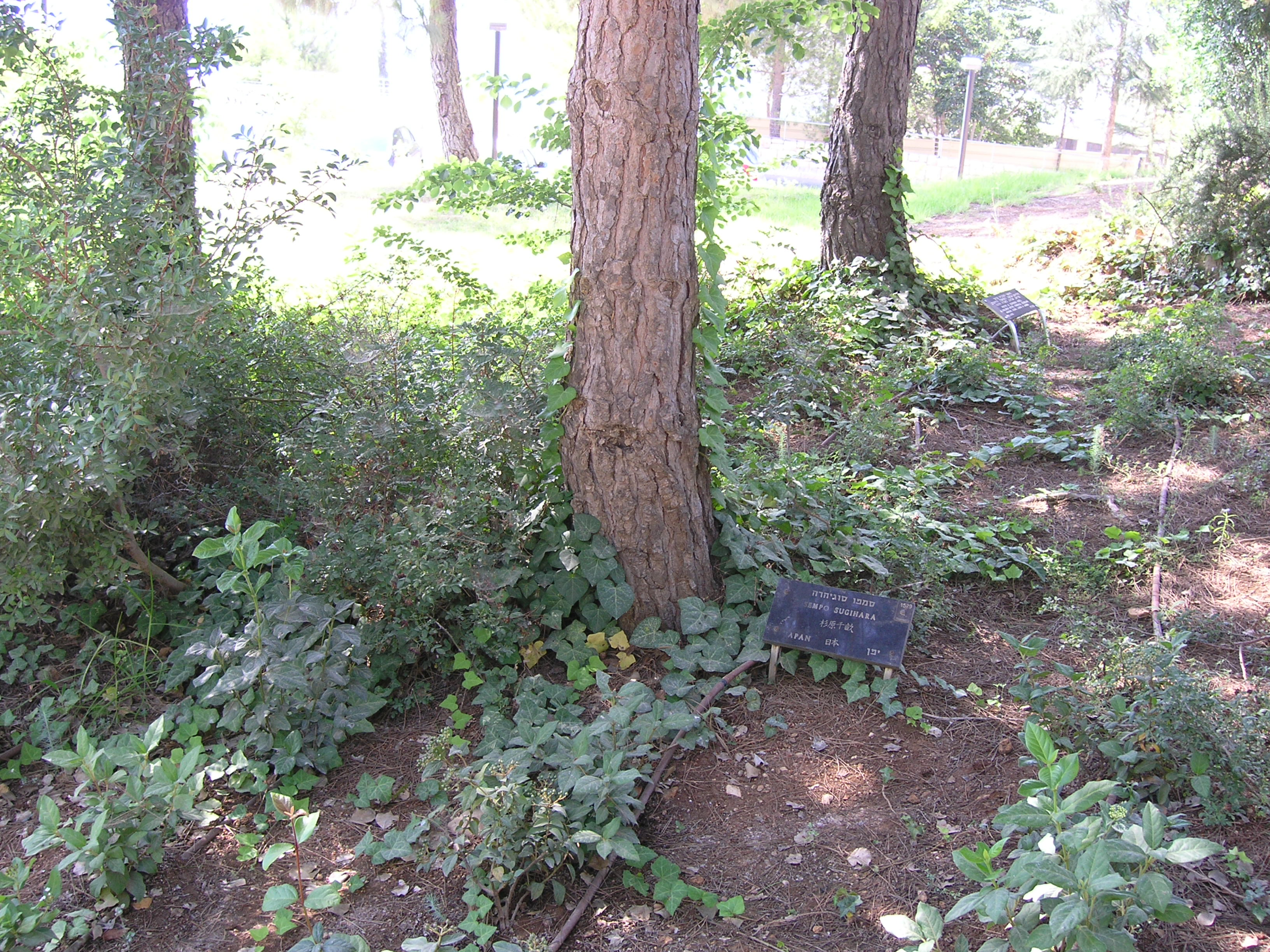
Baumpflanzung in der Allee der Gerechten unter den Völkern zu Ehren Sugiharas in Yad Vashem, Jerusalem, Israel
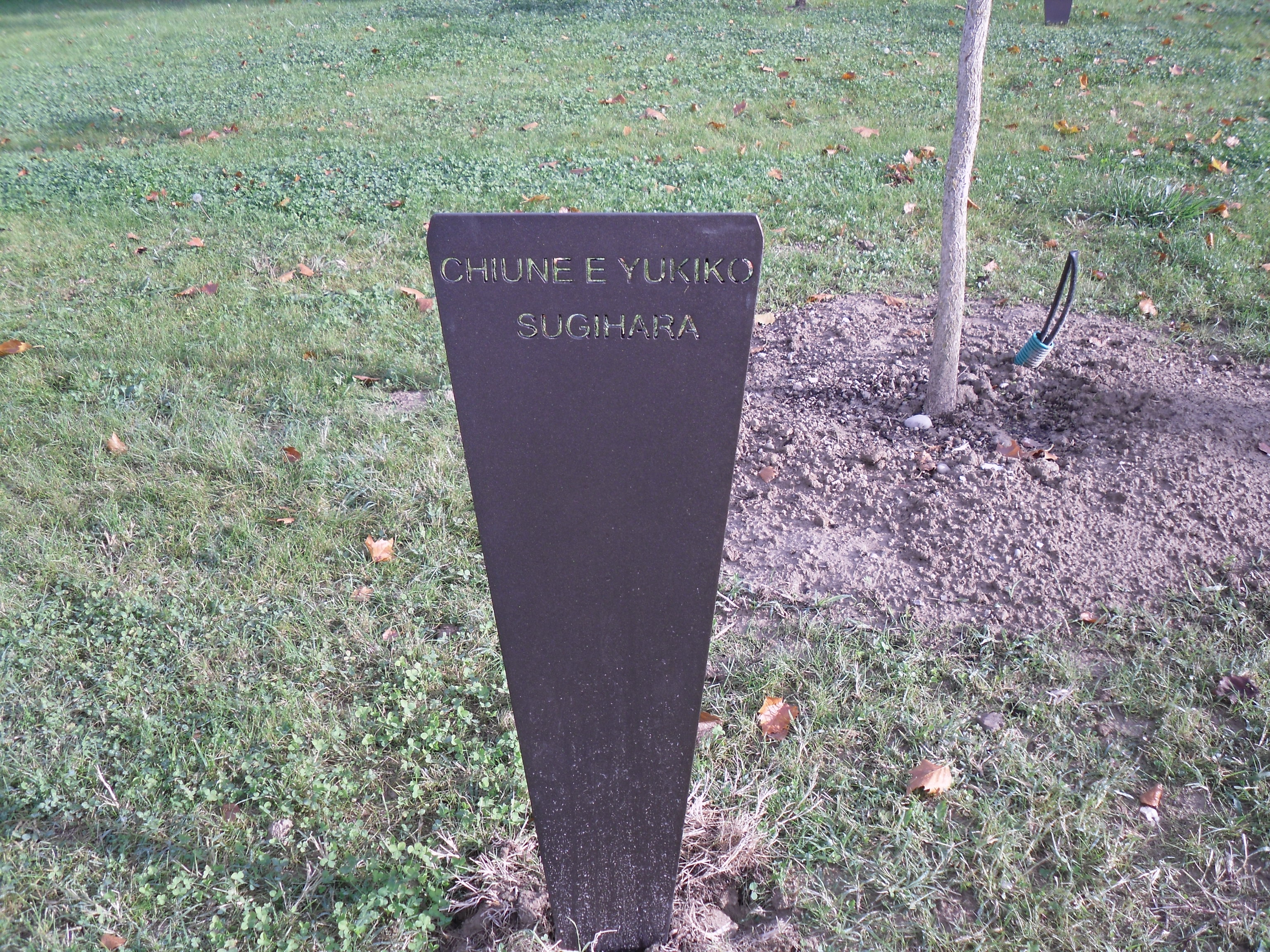
Stele und Baumpflanzung zu Ehren Chiune und Yukiko Sugiharas im Garten der Gerechten der Welt in Padua, Italien
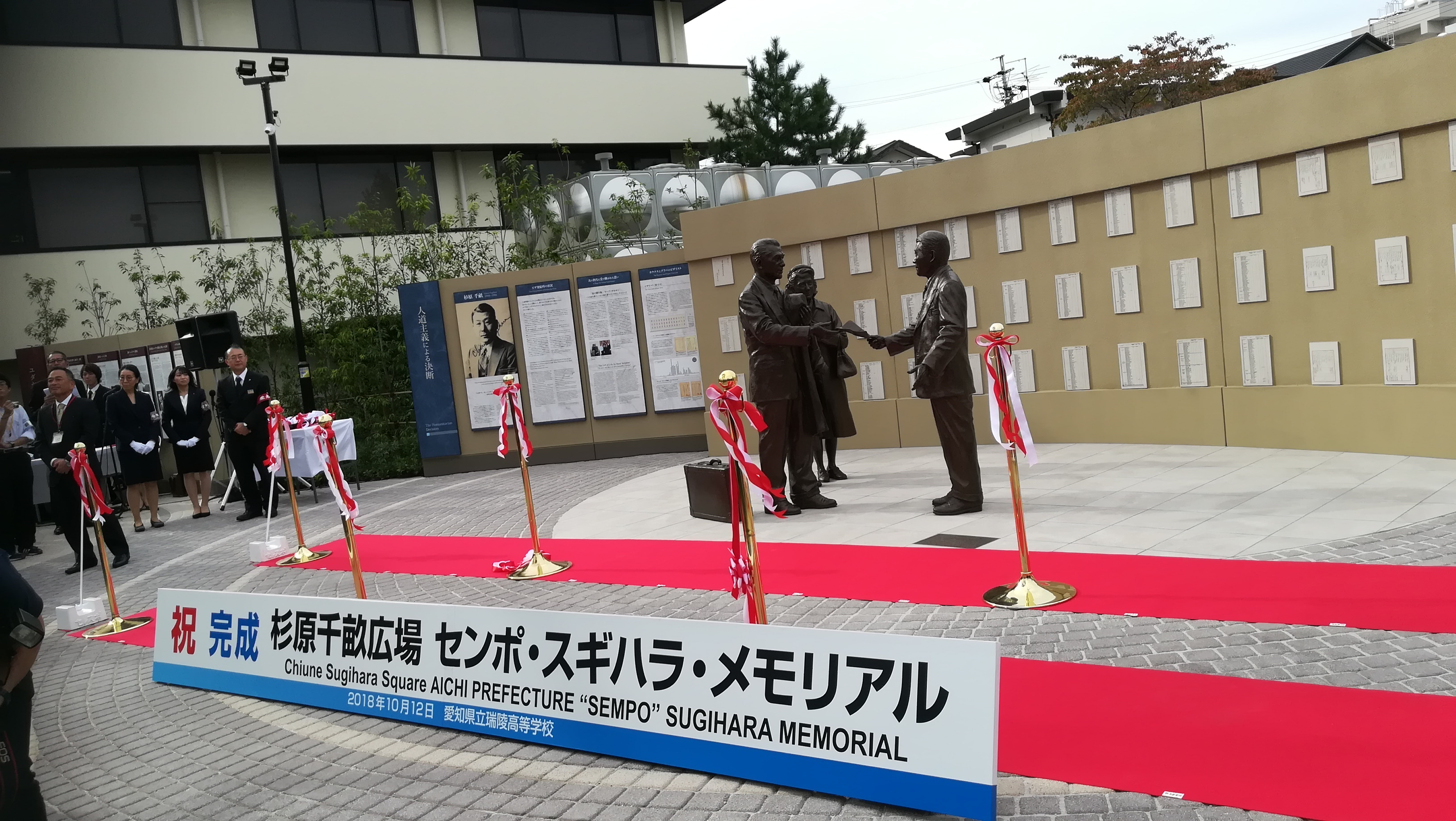
Feierliche Einweihung des Ehrenmals Sugiharas, Zuiryo